# 黒澤明
- 黒澤明
- 黒沢明

黒澤 明（または黒沢 明、くろさわ あきら、1910年〈明治43年〉3月23日 - 1998年〈平成10年〉9月6日）は、日本の映画監督・脚本家・映画プロデューサー。位階は従三位。
第二次世界大戦後の日本映画を代表する監督であり、国際的にも有名で影響力のある監督の一人とみなされている。ダイナミックな映像表現、劇的な物語構成、ヒューマニズムを基調とした主題で知られる。生涯で30本の監督作品を発表したが、そのうち16本で俳優の三船敏郎とコンビを組んだ。
青年時代は画家を志望していたが、1936年にP.C.L.映画製作所（1937年に東宝に合併）に入社し、山本嘉次郎監督の助監督や脚本家を務めたのち、1943年に『姿三四郎』で監督デビューした。『醉いどれ天使』（1948年）と『野良犬』（1949年）で日本映画の旗手として注目されたあと、『羅生門』（1950年）でヴェネツィア国際映画祭金獅子賞を受賞し、日本映画が国際的に認知されるきっかけを作った。その後『生きる』（1952年）、『七人の侍』（1954年）、『用心棒』（1961年）などが高い評価を受け、海外では黒澤作品のリメイクが作られた。1960年代後半に日本映画産業が斜陽化する中、ハリウッドに進出するも失敗し、その後は日本国内で製作資金を調達するのが難しくなったが、海外資本で『デルス・ウザーラ』（1975年）、『影武者』（1980年）、『乱』（1985年）、『夢』（1990年）を作り、国内外で多くの映画賞を受けた。1985年に映画人初の文化勲章を受章し、1990年にはアカデミー名誉賞を受賞した。没後に、映画監督として初の国民栄誉賞が贈られた。

## 生涯

### 誕生から監督デビューまで

#### 生い立ち
1910年3月23日、東京府荏原郡の大井町（現：東京都品川区東大井三丁目）の父が勤めていた荏原中学校の職員社宅に、父・勇と母・シマの4男4女の末っ子として生まれた。兄姉は茂代、昌康、忠康（既に夭折）、春代、種代、百代、丙午である。シマは大阪の商家の出身だった。勇は秋田県仙北郡豊川村（現・大仙市豊川）の士族の家の出身で、陸軍戸山学校の教官を務めたあと、1891年の日本体育会の創立とともに要職に就き、日本体育会体操学校と併設の荏原中学校に勤務していた。勇は厳格な父親だったが、当時は教育上好ましくないと思われていた映画に理解があり、進んで家族を連れて映画見物に出かけた。黒澤は連続活劇やウィリアム・S・ハート主演の西部劇をよく観ていたという。
1915年に南高輪幼稚園に入園し、翌1916年に南高輪尋常小学校に入学した。しかし、1917年に勇が日本体育会を退職したため、職員社宅を退去して小石川区西江戸川町（現・文京区水道一丁目）に転居し、黒田尋常小学校に転入した。当時の黒澤は知能的に遅れていて、泣き虫のいじめられっ子だったという。そんな黒澤の成長を助けたのが担任の立川精治で、生徒の自由な発想を大事にするという斬新な教育方法で黒澤の才能を見出した。立川は図画の時間で好きな絵を自由に描かせ、黒澤が描いた絵が個性的すぎてみんなが笑う中、立川はその絵をとても褒めた。それ以来、黒澤は絵を描くことが好きになり、同時に学校の成績も伸び、やがて級長にもなった。小学校5年の時には剣道を習い始め、高野佐三郎の道場に通うも三日坊主で終わり、自信も失くして放棄した。
立川とともに黒澤の成長を助けたのが、級友の植草圭之助と4つ上の兄の丙午である。植草は黒澤よりも泣き虫で、自分を客観的に見つめさせる存在だったという。丙午は秀才だが気性が激しく、自滅的な行動や皮肉めいたところが多かったが、軟弱な黒澤をしごき、黒澤の自立心を目覚めさせた。関東大震災の時には、丙午は黒澤を壊滅した街に連れて行き、無数の死骸の山を見せつけて、恐ろしさを克服することを教えた。頑迷な厭世観を持つ丙午は、黒澤にとって反面教師的な存在となり、人生の否定的な面や歩いてはならない面を身をもって教えてくれ、黒澤作品の強い人生肯定を特徴とする作風に影響を与えた。
1922年、黒田小学校を首席で卒業し、卒業式では総代として答辞を読んだ。黒澤は東京府立第四中学校を受験したが失敗し、京華中学校に入学した。中学時代は勉学よりも読書に打ち込み、ドストエフスキー、トルストイ、ツルゲーネフなどのロシア文学に熱中したほか、夏目漱石、樋口一葉、国木田独歩などの日本文学もたくさん読み、黒澤の人間形成に大きな影響を与えた。黒澤は作文で才能を示すようになり、1924年に自然を描写した作文『蓮華の舞踏』が学友会誌に掲載されると、国語教育では名の知れた小原要逸先生から「京華中学創立以来の名文」と褒められた。1926年にも同誌に作文『或る手紙』が掲載された。中学時代は神楽坂にある洋画専門館の牛込館に通ってたくさんの外国映画を見ていたが、その中でもアベル・ガンス監督の『鉄路の白薔薇』（1923年）は黒澤が映画監督を志すのに大きな影響を与えた。

#### 画家時代
黒澤は中学在学中に画家を志し、小林萬吾主宰の同舟舎洋画研究所に通った。1927年に京華中学校を卒業し、東京美術学校の受験に失敗すると川端画学校に通い、1928年に油絵『静物』が第15回二科展に入選した。1929年には造形美術研究所（のちのプロレタリア美術研究所）に通い、日本プロレタリア美術家同盟に参加し、洋画家の岡本唐貴（白土三平の実父）に絵を学んだ。同年12月の第2回プロレタリア美術大展覧会では5つの政治色の強い作品を出品し、1930年の第3回プロレタリア美術大展覧会では『反×ポスター』を出品して官憲に撤回された。そのうち政治的主張を未消化のまま絵にすることに疑問を感じ、絵を描く熱意を失っていった。同年に徴兵検査を受け、父の教え子である徴兵司令官の好意で兵役免除となり、終戦まで徴兵されることはなかった。
やがて非合法活動に身を投じ、日本共産党系の無産者新聞の下部組織で街頭連絡員をした。黒澤が非合法活動に参加したのは「日本の社会に漫然たる不満と嫌悪を感じ、ただそれに反抗する」ためで、自ら共産主義者を名乗ったこともなければ、マルクス主義を深く学んで実践する政治的人間になる気もなかった。やがて弾圧が激しくなり、運動費も届かない窮乏生活の中で高熱を出して倒れ、仲間との連絡が途絶えたのを機に、1932年春までに非合法活動から身を引いた。その後は丙午が住む神楽坂の長屋に居候し、映画や寄席に熱中した。丙午は須田貞明の名で活動弁士となり、若手新進の洋画説明者として人気を集めていたが、トーキーの普及で弁士の廃業が相次ぎ、弁士のストライキで争議委員長として闘うも敗北し、1933年7月に伊豆湯ヶ島温泉の旅館で愛人と服毒自殺を遂げた。その4か月後には長兄の昌康も病死し、残された男子である黒澤が跡取りとなった。1934年に一家は恵比寿に転居し、黒澤は雑誌の挿絵を描くアルバイトなどをして生計を立てた。

#### 助監督時代

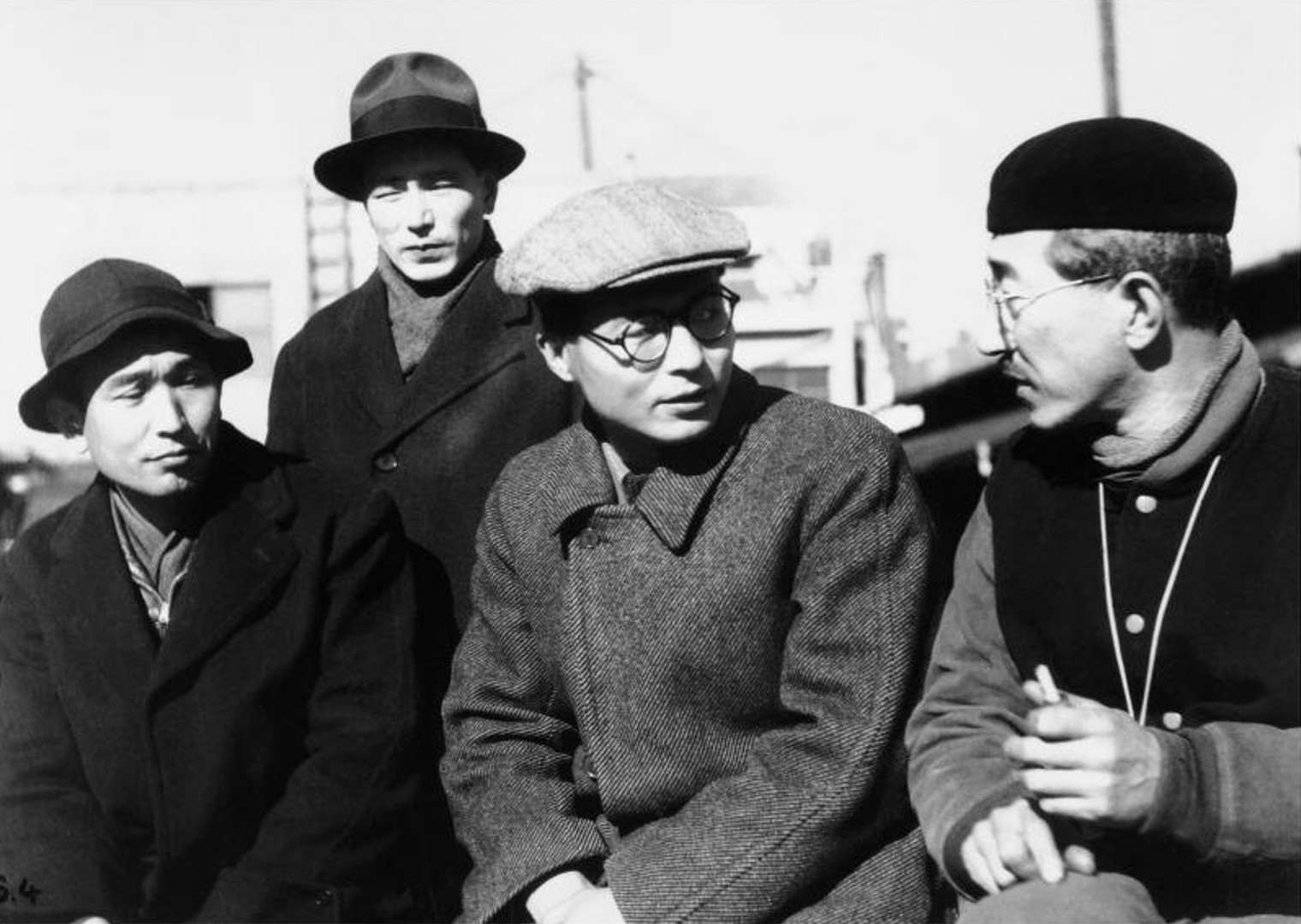
助監督時代の黒澤（左端）。その隣から順に本多猪四郎、谷口千吉、山本嘉次郎（1930年代）。

1936年、どこかで就職しなければならないと思っていた黒澤は、たまたま新聞記事で見たP.C.L.映画製作所（翌年に東宝に合併）の助監督募集に応募した。最初の試験は「日本映画の根本的欠陥を例示し具体的にその矯正方法を述べよ」という小論文で、黒澤は「根本的欠陥は矯正しようがない」と回答し、それで試験を通過して最終面接まで残った。同社は原則として大学卒を採用するつもりだったが、黒澤の絵や文学に対する理解と才気に注目した山本嘉次郎の推薦により、学歴は旧制中学だけながら例外として合格となり、同年4月に入社した。助監督入社の同期には関川秀雄と丸山誠治がいた。最初の仕事は矢倉茂雄監督の『処女花園』のサード助監督だったが、この作品1本で仕事が嫌になり、退社を考えるも同僚の説得で思いとどまった。
その次に参加した『エノケンの千万長者』（1936年）から山本のサード助監督を務めた。山本組での仕事は楽しく充実したものであり、黒澤は映画監督こそが自分のやりたい仕事だと決心した。山本組の助監督仲間には谷口千吉と本多猪四郎がおり、黒澤は2人の家に居候することもあった。1937年に山本組の製作主任をしていた谷口が本社異動になり、黒澤が新たに山本組の製作主任についた。助監督育成に力を入れる山本の下で、黒澤は脚本執筆からフィルム編集、エキストラ、ロケーションの会計までも担当し、映画作りで大切なことを学んだ。面倒見のよい山本は自分の作品を犠牲にして、黒澤たちB班が撮影したフィルムを採用し、上映された完成作品を見ながらアドバイスをした。黒澤はそんな山本を「最良の師」と仰いだ。
山本監督の『馬』（1941年）ではB班監督と編集を務めた。黒澤は他の仕事で忙しい山本から演出のほとんどを任され、監督昇進への踏み台とした。この『馬』の東北地方でのロケーション撮影を通して、黒澤は主演の高峰秀子との間に恋が芽生えた。しかし、『馬』が公開されたあとに2人の結婚話が新聞沙汰になると、会社側は将来を嘱望された助監督とスターになりかけていた女優の恋を放ってはおけず、高峰の養母が強く反対していたこともあり、山本が破断役となり、恋は不実に終わった。
黒澤は助監督生活を送りながら、山本の「監督になるにはシナリオを書け」という助言に従い脚本を執筆した。初めてその才能が認められたのが『達磨寺のドイツ人』（1941年）で、山本の推挙で映画雑誌に掲載されることになったが、記者が受け取った原稿をなくし、黒澤は3日ほど徹夜してもう一度書き直した。この作品はドイツ人建築家ブルーノ・タウトの評伝を元にして、タウトと寄寓先の村の人たちとの交流を描き、伊丹万作に「特に視覚的に鮮明の印象を与えることを注目すべきである」と評価された。『馬』以降は実質的に助監督の仕事はしなくなり、脚本執筆に集中した。1942年に執筆した『静かなり』は情報局国民映画脚本募集で情報局賞を受賞し、『雪』は日本映画雑誌協会の国策映画脚本募集で1位に入賞した。

#### 監督デビュー

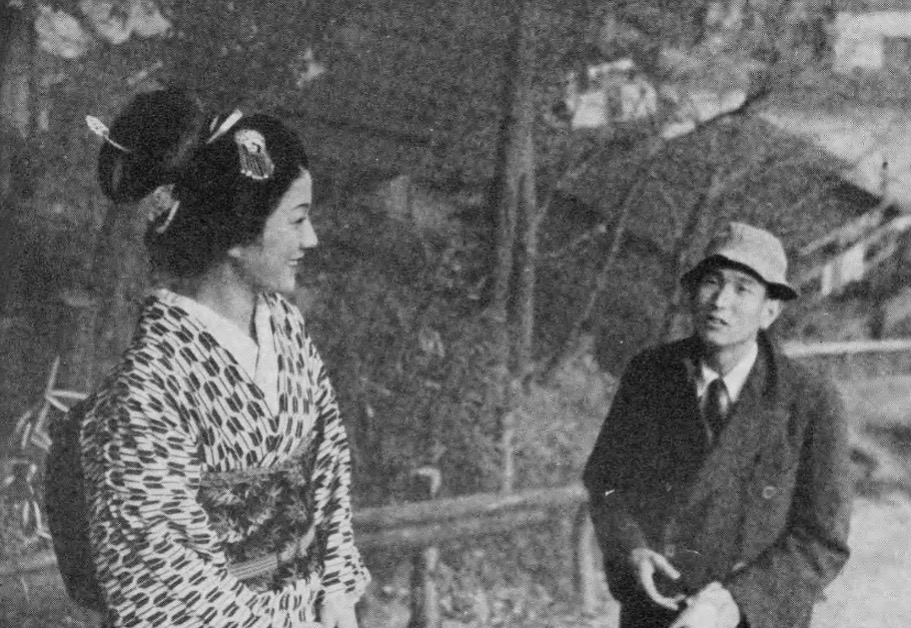
『姿三四郎』（1943年）を演出中の黒澤明。左は出演者の轟夕起子。

1942年、黒澤は監督処女作に『達磨寺のドイツ人』を企画するが、戦時中のフィルム配給制限により実現しなかった。続けて『森の千一夜』『美しき暦』『サンパギタの花』『第三波止場』などを企画するが、これらもフィルム配給制限に加え、内務省の事前検閲で却下された。『サンパギタの花』では、誕生日を祝うシーンが検閲官から米英的だと批判され、黒澤は「天皇の誕生日を祝う天長節もいけないのか」と反論するも却下された。次に山中峯太郎原作の『敵中横断三百里』を企画するが、今度は会社が新人監督にはスケールが大きすぎるとして見送った。なかなか処女作が実現しない黒澤は、生活のために脚本を書き続けた。その中には伏水修監督の『青春の気流』（1942年）、山本薩夫監督の『翼の凱歌』（1942年）などの戦意高揚映画もあり、黒澤は「意欲を傾けられるような仕事ではなかった」と述べている。

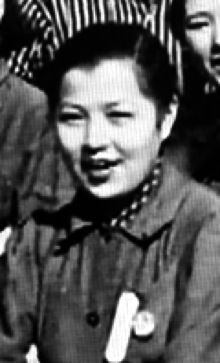
『一番美しく』（1944年）に主演した矢口陽子。

黒澤の監督処女作は『姿三四郎』（1943年）となった。1942年9月、黒澤は富田常雄の同名小説の新刊書広告を見かけると、広告文だけで映画化を思い立ち、発売されるとすぐに買い求めて一気に読み、プロデューサーの森田信義を説得して映画化権を獲得させた。『姿三四郎』は当時の日本映画の中で新鮮味と面白さとを合わせ持った映画的な作品として注目され、その視覚性やアクション描写、卓越した演出技術などが高く評価された。1943年3月に国民映画賞奨励賞を受賞し、12月には優れた新人監督に贈られる山中貞雄賞を木下惠介とともに受賞するなど、黒澤は新人監督として周囲の期待を集め、東宝重役の森岩雄は「黒澤さんの監督としての地位は、この処女作一本で確立したといってもいいであろう」と述べている。
監督第2作の『一番美しく』（1944年）の完成後、黒澤は森田の勧めで主演の矢口陽子（本名は喜代）と結婚し、1945年3月頃に山本夫妻の媒酌で明治神宮で結婚式を挙げた。この頃の東京は空襲を受けており、同居していた両親たちはすでに秋田に疎開していた。黒澤が住んでいた恵比寿も空襲で危ないということで、同じく家族が疎開していた堀川弘通の祖師ヶ谷にある実家に転居した。その翌日に恵比寿の家は空襲で焼失した。それから数年間は堀川家で生活し、堀川は家主であるのに黒澤家に居候しているような気分になったという。同年に黒澤は処女作の続編『續姿三四郎』を完成させ、次に桶狭間の戦いを描く『どっこい!この槍』の製作に着手したが、馬が調達できなくて中止し、急遽能の「安宅」と歌舞伎の「勧進帳」を元にした『虎の尾を踏む男たち』を監督した。この作品は終戦を挟んで撮影され、終戦直後にGHQの検閲で封建制助長により非合法作品となり、1952年まで上映禁止にされた。

### 終戦後から『赤ひげ』まで

#### 終戦後の5年間

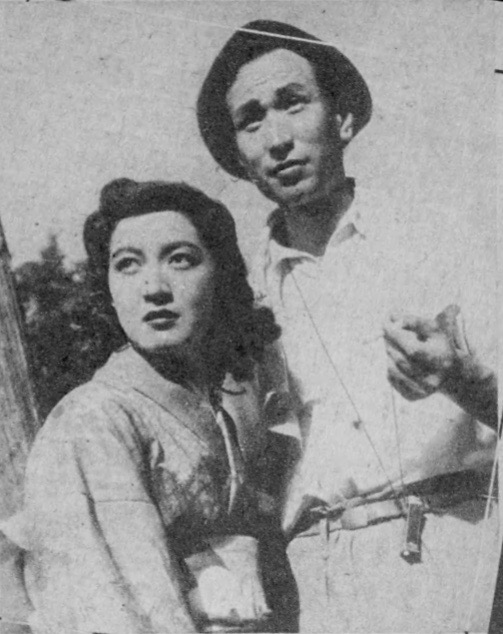
『わが青春に悔なし』（1946年）の撮影現場。主演の原節子と黒澤。

終戦後の最初の仕事は、川口松太郎の依頼で執筆した戯曲『喋る』で、1945年12月に有楽座で新生新派により上演された。戦後の初監督作は『わが青春に悔なし』（1946年）であるが、当時の会社は東宝争議で組合が映画製作に強い権限を持つようになり、この作品も組合主導の企画審議会から楠田清監督の『命ある限り』と内容が類似していると言われ、改稿を余儀なくされた。1946年10月には第2次東宝争議が発生し、ストに反対した所属スターが「十人の旗の会」を率いて退社し、新東宝の設立に参加した。スター主義の新東宝に対抗するため、黒澤など東宝のスタッフたちは伊豆の旅館に集まり、組合中心で5本の監督主義作品を企画した。そのうち黒澤は『素晴らしき日曜日』（1947年）を監督し、谷口監督の『銀嶺の果て』とオムニバス映画『四つの恋の物語』（どちらも1947年）第1話「初恋」の脚本を執筆した。

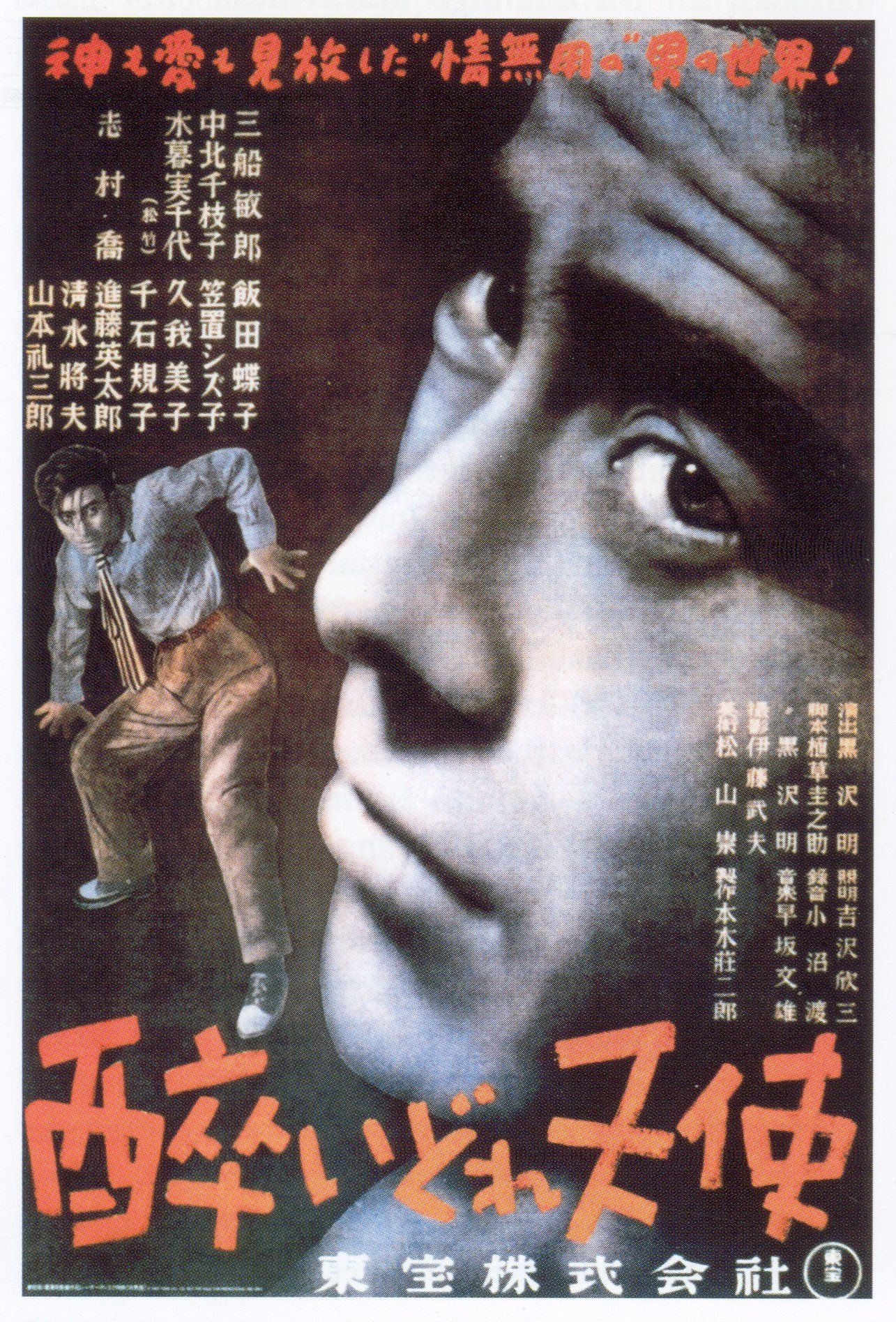
『醉いどれ天使』（1948年）のポスター。

1948年公開の『醉いどれ天使』は、山本監督の『新馬鹿時代』（1947年）で使われた闇市の大規模なオープンセットを活用するための企画として作られた。この作品では『銀嶺の果て』でデビューしたばかりの三船敏郎と初めてコンビを組み、主人公の結核を患う若いヤクザ役に起用した。また、『姿三四郎』から黒澤作品に出演していた志村喬をアル中医師役で初めて主役に抜擢し、以後は黒澤作品の主役を三船と志村とで分け合う時期が続いた。作曲家の早坂文雄とも初めてコンビを組んでおり、1955年に早坂が亡くなるまで二人は私生活でも親友関係となった。『醉いどれ天使』は黒澤作品で初めての傑作と目され、キネマ旬報ベスト・テンで1位に選ばれ、毎日映画コンクールで日本映画大賞を受賞した。
同年3月、東宝争議で映画製作が十分にできなくなったことから、山本、谷口、成瀬巳喜男、プロデューサーの本木荘二郎と同人組織「映画芸術協会」を設立した。その翌月に第3次東宝争議が開始すると、黒澤は製作現場を守るため組合側に加わり、同協会は争議終結まで開店休業状態となった。黒澤は組合の立場を代弁する「東宝の紛争 演出家の立場から」という文章を発表し、8月に東宝の監督やプロデューサーによる芸術家グループが会社側を批判する声明文に署名した。さらに給料支払いを止められた組合員の資金カンパのため、『醉いどれ天使』を劇化して全国各地を巡業し、チェーホフの戯曲『結婚の申込み』も演出した。10月19日に第3次東宝争議は終結した。
争議終結後は東宝を離れ、映画芸術協会を足場にして他社で映画製作をすることになった。最初の他社作品は、助監督時代から脚本を執筆した縁故がある大映での『静かなる決闘』（1949年）で、菊田一夫の戯曲『堕胎医』を原作にしている。その次に新東宝と映画芸術協会が共同製作した『野良犬』（1949年）は、黒澤が好きだったジョルジュ・シムノンの犯罪小説を意識した作品で、ピストルを盗まれた新人刑事が老練刑事とともに犯人を追うという内容だが、これは実際の刑事の話を元にしている。この作品は日本で刑事映画のジャンルを決定づける古典となり、芸術祭文部大臣賞を受賞するなど好評を受けた。

#### 国際的名声の獲得

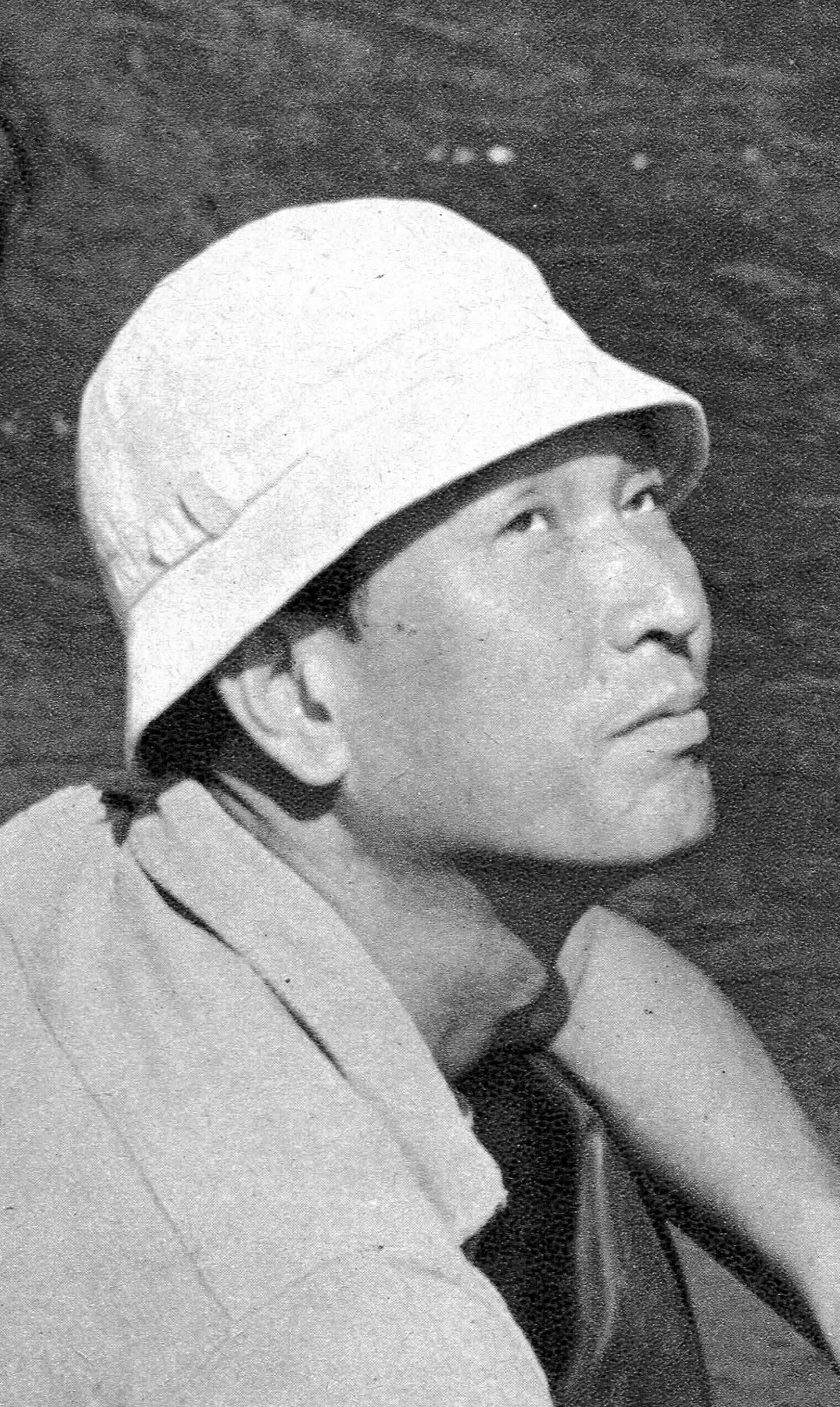
1953年

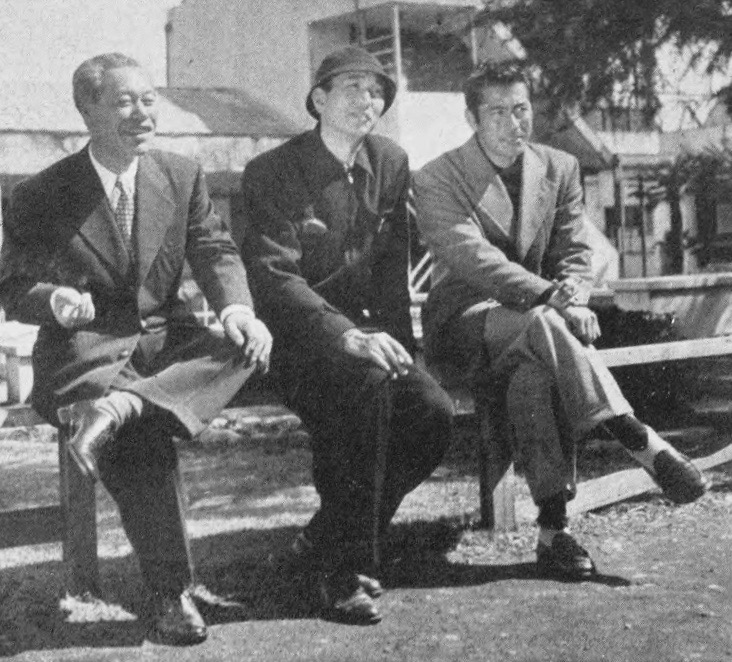
左から志村喬、黒澤、三船敏郎（1953年）

1950年、黒澤は松竹で『醜聞』を監督後、大映から再び映画製作を依頼されて『羅生門』を監督した。この作品は橋本忍が芥川龍之介の短編小説『藪の中』を脚色したシナリオを元にしており、武士の殺害事件をめぐり関係者の証言が全部食い違い、その真相が杳として分からないという内容だった。しかし、その内容だけでは長編映画として短すぎるため、黒澤が同じ芥川の短編小説『羅生門』のエピソードなどを付け足して脚本を完成させた。作品はその年度の大映作品で4位の興行成績を収めたが、批評家の評価はあまり芳しいものではなかった。しかし、1951年9月にヴェネツィア国際映画祭で金獅子賞を受賞し、さらに第24回アカデミー賞で名誉賞を受賞するなど、海外で相次ぐ賞賛を受けた。黒澤は映画祭に出品されたことすら知らず、釣りの帰りに妻から連絡を受けたという。『羅生門』は欧米が日本映画に注目するきっかけとなり、日本映画が海外進出する契機にもなった。また、複数の登場人物の視点から1つの物語を描く話法は、同作で映画の物語手法の一つとなり、多くの作品で繰り返し使われることになった。
その次に松竹で監督した『白痴』（1951年）は、黒澤が学生時代から傾倒するフョードル・ドストエフスキーの同名小説が原作で、黒澤にとって長年の夢となる映画化だったが、4時間25分に及ぶ完成作品は会社側の意向で大幅短縮され、激怒した黒澤は山本宛ての手紙に「こんな切り方をする位だったら、フィルムを縦に切ってくれたらいい」と訴えた。日本の批評家には悉く酷評されたが、ドストエフスキーの本場のソ連では高く評価された。これが最後の映画芸術協会での他社作品となり、1951年に東宝は争議で疲弊していた製作部門を再建するため、黒澤など映画芸術協会の監督と専属契約を結んだ。東宝復帰第1作である『生きる』（1952年）はキネマ旬報ベスト・テンの1位に選ばれるなど高い評価を受け、第4回ベルリン国際映画祭ではベルリン市政府特別賞を受賞した。
黒澤は次に本物の時代劇を作ろうと意気込み、橋本と『侍の一日』を構想するが資料不足で断念し、盗賊から村を守るために百姓が侍を雇うという話を元にして『七人の侍』（1954年）の脚本を執筆した。撮影は1953年5月に開始したが、製作費と撮影日数は予定より大幅超過し、最終的に撮影日数は約11か月に及び、通常作品の5倍以上にあたる予算を計上した。作品は興行的に大成功したが、公開当時の国内では必ずしも高評価を受けることはなかった。ヴェネツィア国際映画祭に出品されると銀獅子賞を受賞し、その後は日本国内でも国外でも映画史上の名作として高く評価されるようになり、2018年にイギリスのBBCが発表した「史上最高の外国語映画ベスト100」で1位に選ばれた。
1955年2月、黒澤はカンヌ国際映画祭の審査員に要請されるも辞退した。『生きものの記録』（1955年）の完成後、黒澤は東宝と3本の契約を残していたが、それらを「時代劇三部作」として企画し、自らのプロデュースで若手監督に作らせようとした。1本目の『蜘蛛巣城』（1957年）はシェイクスピアの『マクベス』の翻案だが、大作映画になるため黒澤が監督することになった。結局、残る2本も黒澤が監督することで話が進み、2本目にゴーリキー原作の『どん底』（1957年）を監督した。この間に海外合作のオムニバス映画『嫉妬』に参加する話があり、能の「鉄輪」を題材にしたエピソードを企画するも製作中止となった。
1957年10月、黒澤はロンドンのナショナル・フィルム・シアターの開館式に招待され、初めての海外渡航を行った。10月15日の開館式では、映画芸術に貢献した映画人としてジョン・フォード、ルネ・クレール、ヴィットリオ・デ・シーカ、ローレンス・オリヴィエとともに表彰された。その翌日には第1回ロンドン映画祭の開会式に出席し、『蜘蛛巣城』がオープニング上映された。黒澤はフォードを尊敬し、彼の作品から影響を受けたことを公言していたが、ロンドン滞在中にフォードと初めて会い、『ギデオン』の撮影現場を訪問したり、昼食を共にするなどの交友を持った。その次にパリに渡り、シネマテーク・フランセーズを訪問したり、ジャン・ルノワールと夕食を共にしたりして過ごした。黒澤はこの旅行を通して映画が芸術として認知されていることを直に知り、映画人として強い自負を持つようになった。これ以後、黒澤は日本の政治が映画に無関心であることや、映画産業に対する危機感を事あるごとに言及するようになった。

#### 黒澤プロダクション設立

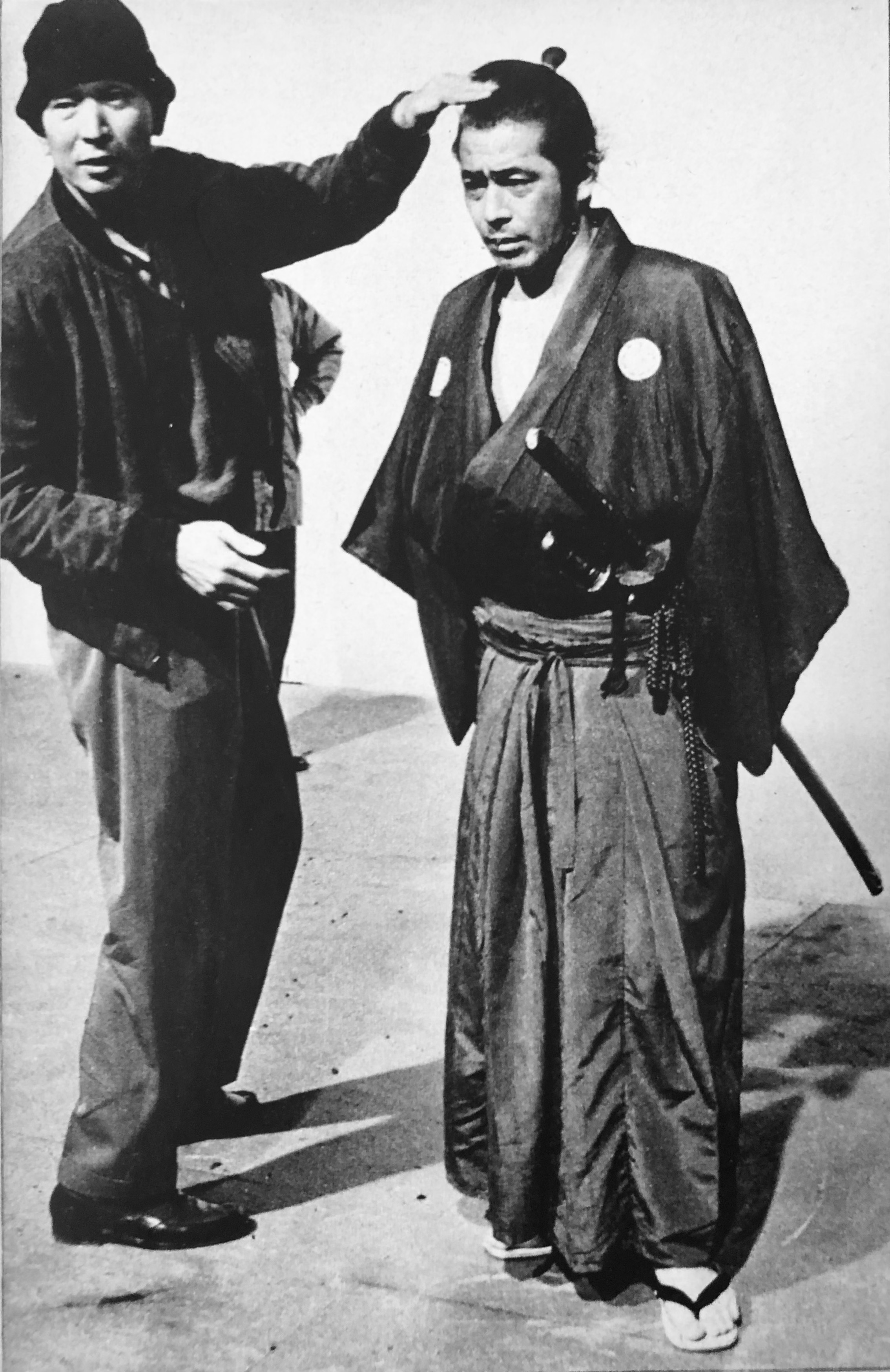
黒澤と三船敏郎

時代劇三部作の3本目となる『隠し砦の三悪人』（1958年）は興行的に大ヒットし、第9回ベルリン国際映画祭で監督賞と国際映画批評家連盟賞を受賞した。しかし、撮影は予定より大幅遅延し、製作費も破格の1億9500万円を計上したため、黒澤作品にだけ高額な製作費が許されることについて社内外から批判が出た。1958年末に黒澤は東宝との契約が切れたが、東宝は黒澤を社内に抱え込むのは危険としつつも、記録的ヒット作を放つ黒澤との関係を完全に絶つことも得策ではないと考えていた。そこで1959年4月1日に黒澤と東宝が折半出資して、利益配分制による「黒澤プロダクション」を発足し、東宝本社内に事務所を設けた。黒澤は映画製作の自由を手に入れたが、同時に経済的責任を背負うことになり、興行収入にも気を配らなければならなくなった。
1960年7月7日、黒澤は東京オリンピックの公式記録映画の監督依頼を正式に承諾した。準備に向けて同年開催のローマオリンピックを視察し、その公式記録映画『ローマ・オリンピック1960』の撮影に立ち会って入念に調査した。それを参考にして5億円超えとなる予算案を組織委員会に提出したが、2億5000万円の予算案を提示する組織委員会とは折り合いがつかず、1963年3月22日に「2億5000万円では理想的な作品は無理だ」として監督を辞退した。組織委員会の与謝野秀事務総長の強い慰留もあり、組織委員会内の記録映画委員会の委員として残留し、その後も与謝野からオファーを受けたが、11月5日に正式にオリンピック公式記録映画を降りた。
黒澤プロダクションの第1作『悪い奴ほどよく眠る』（1960年）は興行的に失敗したが、その次に手がけた娯楽時代劇『用心棒』（1961年）とその続編『椿三十郎』（1962年）は、その年度の東宝作品で最高の興行収入を記録する成功を収めた。前者はダシール・ハメットの小説『血の収穫』が着想の元となり、後者は山本周五郎の小説『日日平安』を原作としている。どちらの作品も刀の斬殺音や血しぶきなどの残酷描写を取り入れ、従来の時代劇映画の形式を覆すリアルな表現を試みた。これが話題を呼び、その影響を受けて残酷描写を入れた時代劇が数多く作られたが、後年に黒澤は「非常に悪い影響を与えてしまった」と述べている。その次に監督した『天国と地獄』（1963年）はエド・マクベインの犯罪小説『キングの身代金』が原作のサスペンス映画で、その年度の興行成績で1位を記録した。
黒澤プロダクションの設立以後は、作品を重ねるごとに興行収入記録を更新したが、その分作るたびに製作費も巨額になった。『赤ひげ』（1965年）では製作期間が2年に及び、予算は過去最高の2億6600万円を計上した。この作品は山本周五郎の『赤ひげ診療譚』が原作であるが、一部にドストエフスキーの『虐げられた人びと』を元にしたエピソードを挿入している。黒澤はこの作品を「僕の集大成」と語り、テレビ放送の普及で日本映画の観客数が減少する中、スタッフたちの能力を最大限に引き出して、映画の可能性を存分に追求しようとした。やはりその年度で最高の興行収入を記録し、キネマ旬報ベスト・テンでは1位に選出された。しかし、これが三船とコンビを組んだ最後の作品となった。

### 海外進出から死去まで

#### ハリウッド進出と挫折
『赤ひげ』公開後、黒澤は東宝に対して巨額の借金を抱えていた。黒澤プロダクションは東宝との契約で5本の作品を作り、その配給で4億円前後の高収入をあげていたが、東宝と交わした利益配分制だと黒澤は利益を上げられず、芸術的良心に忠実な作品を目指して時間と予算をかけるほど、東宝に搾取されて損をする仕組みになっていた。1966年7月に黒澤は東宝との専属契約を解消して完全独立し、黒澤プロダクションは東京都港区の東京プリンスホテル4階に事務所を構えた。この頃の黒澤は日本で権威的とみなされ、それ故の批判や誹謗中傷を受けることが目立った。孤立心を深めた黒澤は、日本映画産業が斜陽化していたこともあり、より自由な立場で新たな自己表現の段階に挑戦するため、それだけの製作費が負担できる海外に活動の場を求めるようになった。すでに黒澤は欧米からいくつものオファーを受けていた。
1966年6月、黒澤はアメリカのエンバシー・ピクチャーズと共同製作で『暴走機関車』を監督することを発表した。この企画はライフ誌に掲載された、ニューヨーク州北部で機関車が暴走したという実話を元にしており、出演者は全員アメリカ人にすることが決定していた。しかし、英語脚本担当のシドニー・キャロルと意見が合わず、プロデューサーのジョーゼフ・E・レヴィーンとも製作方針をめぐり食い違いが生じた。例えば、黒澤は70ミリフィルムのカラー映画を想定していたのに対し、アメリカ側はスタンダードサイズのモノクロ映画で作ろうと考えていた。黒澤は130人ものスタッフを編成し、本物の鉄道を使用して撮影する準備をしていたが、アメリカ側との意思疎通に欠き、同年11月に黒澤から撮影延期を提案し、事実上の製作頓挫となった。この企画は1985年にアンドレイ・コンチャロフスキー監督で映画化されたが、内容は大きく改変された。
1967年4月28日、真珠湾攻撃が題材の戦争映画『トラ・トラ・トラ!』を20世紀フォックスと共同製作し、黒澤が日本側部分を監督することが発表された。黒澤は東映京都撮影所で撮影を始めたが、軍人役に演技経験のない財界人を起用したことや、黒澤の演出方法に馴染めないスタッフとの間に軋轢が生じたことから、スケジュールは大幅に遅れた。黒澤の映画作りの方法とハリウッドの映画作りの方法はうまく合わず、ついに遅延を無視できなくなった20世紀フォックスにより事実上の解任が決定し、1968年12月に表向きは健康問題を理由に監督を降板することが発表された。
1969年6月24日、三船などが発起人になり「黒澤明よ映画を作れの会」が赤坂プリンスホテルで開かれ、関係スタッフや淀川長治など黒澤を応援する人たちが集まった。その翌月には木下惠介、市川崑、小林正樹とともに「四騎の会」を結成し、日本映画の斜陽化が進む中、若手監督に負けないような映画を作ろうと狼煙を上げた。その第1作として4人の共同脚本・監督で『どら平太』を企画するが頓挫した。結局、黒澤が単独で『どですかでん』（1970年）を監督することになり、自宅を担保にして製作費を負担するが、興行的に失敗してさらなる借金を抱えた。黒澤以外の四騎の会の監督はテレビ番組を手がけていたが、黒澤もテレビと関係を持つようになり、1971年8月31日に名馬の雄姿を紹介する日本テレビのドキュメンタリー番組『馬の詩』を監修し、同局で『夏目漱石シリーズ』『山本周五郎シリーズ』を監修する計画もあった。同年12月22日早朝、黒澤は自宅風呂場でカミソリで首と手首を切って自殺を図るが、命に別状はなかった。

#### 海外資本での映画製作
1973年3月14日、黒澤はソ連の映画会社モスフィルムと『デルス・ウザーラ』（1975年）の製作協定に調印した。黒澤がソ連で映画を作るという話は、自殺未遂前の1971年7月、黒澤が第7回モスクワ国際映画祭に出席したときに持ちかけれ、それから本格的な交渉が行われていた。黒澤はソ連側から芸術的創造の自由を保証され、1974年4月から約1年間にわたり撮影をしたが、シベリアの過酷な自然条件での撮影は困難を極めた。作品は第48回アカデミー賞でソ連代表作品として外国語映画賞を受賞し、黒澤の復活を印象付けた。1977年には再びソ連で作ることを画策し、エドガー・アラン・ポーの短編小説『赤死病の仮面』を元にした『黒き死の仮面』の脚本を執筆したが、映画化は実現しなかった。この頃の黒澤はメディアへの露出が増え、1976年から1979年までサントリーリザーブのテレビCMにも出演した。
1978年7月1日、黒澤はイタリアのダヴィッド・ディ・ドナテッロ賞で外国監督賞を受賞し、その副賞であるファーストクラスの航空券を使ってアメリカに10日間旅行した。黒澤はジョージ・ルーカスなどと昼食を共にしたり、フランシス・フォード・コッポラの邸宅を訪ねるなどの交友を持った。アメリカ滞在中、黒澤はルーカスと次回作『影武者』（1980年）の資金援助の相談もした。武田信玄の影武者を描く『影武者』は国内の映画会社と資金交渉が難航していたが、ルーカスの働きかけで20世紀フォックスが世界配給権を引き受ける代わりに出資することが決まり、ルーカスはコッポラを誘って海外配給の共同プロデューサーについた。『影武者』はオーディションで無名俳優や素人を起用したり、主演予定だった勝新太郎の降板騒動が起きるなど、公開前からマスコミを賑わせた。当時の日本映画で過去最高となる27億円の配給収入を記録し、第33回カンヌ国際映画祭でパルム・ドールを受賞した。
『影武者』の興行的大成功で、黒澤は次回作に『乱』（1985年）を作ることにした。同作は毛利元就の三本の矢の教えにシェイクスピアの『リア王』を組み合わせた作品で、1976年に初稿を書き上げていたが、資金調達のめどが立っていなかった。1981年10月に黒澤は渡米し、ニューヨークで行われたジャパン・ソサエティー主催の「黒澤作品回顧上映会」に出席したあと、『乱』の資金についてルーカスとコッポラに相談した。『乱』はフランスの映画製作者セルジュ・シルベルマンの出資で製作が実現することになったが、1983年3月にフランの海外流出が制限されたため製作延期となった。黒澤は『乱』のために招集したスタッフに仕事を与えるため、急遽能をテーマにしたドキュメンタリー映画『能の美』を企画し、黒澤監修で佐伯清を監督に起用したが、製作費が高額になるため中止した。
同年11月1日、神奈川県横浜市緑区に自前の映画スタジオである「黒澤フィルム・スタジオ」を開設し、同月に『乱』はヘラルド・エースの参加で製作再開した。『乱』は日本映画で最大規模となる26億円もの製作費が投じられたが、興行収入は16億円にとどまり巨額の赤字を出した。それでも国内外で多くの映画賞を受賞し、1986年3月の第58回アカデミー賞では4部門にノミネートされ、ワダ・エミが衣裳デザイン賞を受賞した。黒澤も監督賞にノミネートされたが、これはシドニー・ルメットが黒澤をノミネートさせるためのキャンペーンを行った結果である。また、黒澤は同賞でジョン・ヒューストンやビリー・ワイルダーとともに作品賞のプレゼンターも務めた。
1989年、アカデミー賞の名誉賞に表彰される。ジョージ・ルーカスとスティーヴン・スピルバーグ自ら司会者となり、「現役の世界最高の監督です。『映画とは何か』に答えた数少ない映画人の彼にこの賞を贈ります」と紹介される。黒澤明をステージに入り、スタンディングオベーションで迎えられた。黒澤は「私はまだ映画がわかっていない」と発言した（この時会場は冗談だと思って笑いが起こった）。

#### 晩年と死去

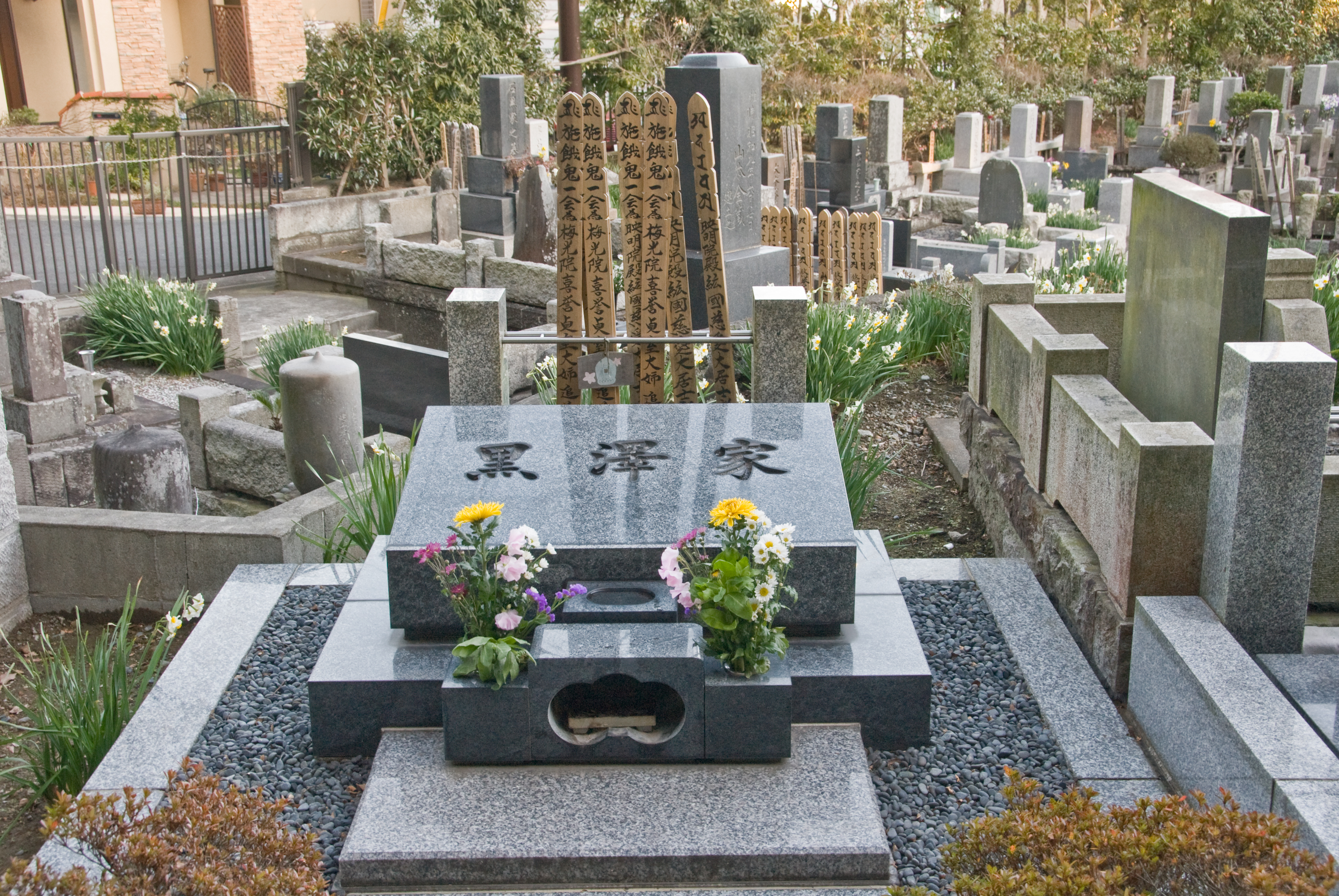
鎌倉市の安養院にある黒澤の墓。

晩年期の作品は、家族や師弟など身辺に目を向け、自伝的な要素が強くなった。『夢』（1990年）は自身が見た夢を元にしたアンソロジー的作品で、その挿話の一つには早世した姉に対する追慕が現れている。この作品もやはり国内の映画会社で資金調達ができず、スティーヴン・スピルバーグの計らいでワーナー・ブラザースが出資と世界配給を引き受けたほか、ルーカスのILMが特殊合成に協力し、マーティン・スコセッシがゴッホ役で出演するなど、海外の映画人の協力により作られた。その後は国内資本での映画製作が続き、『八月の狂詩曲』（1991年）は村田喜代子の芥川賞作品『鍋の中』が原作で、『まあだだよ』（1993年）では内田百閒をめぐる師弟愛を描いたが、これが黒澤の最後の監督作品となった。
1993年11月、山本周五郎の2つの短編小説を元にした『海は見ていた』の脚本を執筆し、映画化準備をするも資金調達が上手くいかず断念した。そこで同じ山本原作の『雨あがる』の脚本に取りかかるが、1995年3月に定宿である京都の旅館「石原」で執筆中に転倒骨折し、脚本は完成することなく終わり、それ以降は車椅子生活を強いられた。その間の1996年に日本エアシステムの機体MD-90機体塗装のデザインを担当し、1997年にはカルピスのために自筆の絵コンテをCGでアニメーション化したテレビCM「初恋」を制作し、初めてのCM制作でデジタル表現に取り組んだ。同年12月には三船が死去したが、翌1998年1月24日の本葬にはリハビリのため出席することができず、長男の久雄が弔辞を代読した。
1998年9月6日午後0時45分、東京都世田谷区成城の自宅で脳卒中により死去した。88歳没。9月13日に黒澤フィルム・スタジオでお別れの会が開かれ、岡本喜八、司葉子、谷口千吉、仲代達矢、香川京子、千秋実、侯孝賢など約3万5000人が参列した。ルーカス、ルメット、スコセッシ、テオ・アンゲロプロス、アッバス・キアロスタミなどからは弔電が届いた。海外でも黒澤の死去はトップ級のニュースとして報道され、フランスのジャック・シラク大統領も追悼談話を発表した。黒澤は無宗教だが、妻（1985年に死去）が眠る鎌倉市の安養院に納骨され、「映明院殿紘国慈愛大居士」の戒名が送られた。従三位に叙された。

## 作風

### テーマ
黒澤作品は強い人間信頼と人生肯定を特徴とし、現実社会で困難な状況に追い込まれた主人公が、それを契機にして人間的に再生する姿を描くことが多い。評論家の都築政昭は、黒澤作品の主人公は強い正義感と犠牲的な精神で困難に立ち向かうが、そのような人物は現実感に乏しいため、黒澤は人間のあるべき姿を願望として描いていると指摘している。映画批評家の佐藤忠男は、黒澤は生きる意味を探求するというテーマをくり返し描いていると指摘している。終戦後に作られた『醉いどれ天使』『静かなる決闘』『野良犬』などでは、主人公は強い正義感や使命感を持って社会悪と闘い、逞しく生きる侍的な英雄として描かれており、敗戦後の混沌とした社会に対して肯定的に生きることの意義を訴えている。その作風は人生の意義、社会的献身の意義を問う『生きる』と『赤ひげ』で頂点に達したとみなされている。
黒澤は師匠と弟子の関係をテーマに扱い、人間的に未熟な青二才がすぐれた師匠の教えを受けて一人前に成長するという物語を描くことが多い。そのテーマは監督第1作の『姿三四郎』から描かれており、この作品では青年柔道家の三四郎が師匠の矢野正五郎の教えを受けながら、心身両面で成長してすぐれた柔道家になる姿を描いている。そのほかの師弟関係を描いた例として、『野良犬』の佐藤刑事と村上刑事、『七人の侍』の勘兵衛と菊千代、『椿三十郎』の三十郎と若侍たち、『赤ひげ』の新出去定と保本登が挙げられる。1950年代までは三船敏郎が弟子に相当する主人公を演じていたが、『椿三十郎』『赤ひげ』では三船は未熟な者を指導する側の役を演じた。
黒澤はその時々で自身が関心を持つ社会問題をテーマに採り上げ、批判的内容の作品を作っている。例えば、『醜聞』ではイエロー・ジャーナリズム、『生きる』では官僚主義、『悪い奴ほどよく眠る』では汚職、『天国と地獄』では誘拐、『生きものの記録』『夢』『八月の狂詩曲』では原爆をテーマに扱っている。佐藤によると、黒澤作品の社会批判の姿勢は、通常の社会批判映画を作る映画作家が好むような問題の犠牲者に観客の同情を集めたり、大衆に連帯をうながすという物語の形式を極端に避けており、その代わりに黒澤作品の主人公は大衆をあてにせず、個人的な解決方法を取ることが多いという。また、佐藤は自分だけで解決する主人公の描き方について、その独特な生き方は普通の日本人には理解し難いが、そこに日本人の大勢順応的傾向に反対する黒澤の主張が込められていると指摘している。

### 脚本
監督作品は基本的にすべて自分でシナリオを書いているが、大抵の作品には共同執筆者がいた。黒澤は共同執筆をする理由として、「僕一人で書いていると大変一面的になるおそれがある」と語っている。共同執筆の方法は、脚本家全員で同じシーンを書き、それを比較して良いところだけを取り入れて決定稿にするというものだった。大映製作担当の市川久夫は、谷口と共作の『静かなる決闘』の共同執筆について、「毎日、話の段取りを予め決め、同じシーンを二人が別々に書き、終わったところで対照し、よい方に統一しながら書き足してゆくといった方法だった」と述べている。橋本忍と小国英雄と共作の『生きる』『七人の侍』では、黒澤と橋本が競うように同じシーンを書き、小国がそれを取捨選択して決めるという役割分担で執筆した。橋本は「黒澤組の共同脚本とは、同一シーンを複数の人間がそれぞれの眼（複眼）で書き、それらを編集し、混声合唱の質感の脚本を作り上げる―それが黒澤作品の最大の特質なのである」と述べている。

### 製作方法
黒澤は撮影に入る前に、まず被写体を本当にそれらしく作れるかどうかを重視した。リハーサルは他監督の作品よりもたくさん時間をかけ、俳優が役柄や性格をしっかりと掴み、演技が自然に見えるまで周到に稽古を重ねた。『どん底』では撮影期間が1か月なのに対し、リハーサルにはそれよりも長い40日近くもかけている。また、役の雰囲気を作らせるために、本読みの段階から俳優に衣裳を着けさせたり、撮影期間中も俳優同士を役名で呼ばせたり、役で家族を演じる俳優たちを一緒に住まわせたりした。これらは制作費が莫大になる理由の一つでもあった。
セットも実在感を追求するためリアルに作られ、巨大なセットが組まれた。美術監督の村木与四郎も、黒澤作品のセットの特長を「みんな大きなロケセットを1つデーンと建てちゃう点」と語っている。画面に写らないような細部も作り込んでおり、『羅生門』では門の屋根瓦4000枚のすべてに年号が彫られ、『赤ひげ』では撮影のために焼いた茶碗に茶渋がつけられ、薬棚の引き出しの中にまで漆が塗られた。その反面、必ずしも史実通りにすることにとらわれず、視覚的にどう写るかを優先して大胆にイメージを広げることも多々あった。『用心棒』の宿場町はシネマスコープの画面に合わせて日本の宿場町にはないほどの大きな道幅をとったり、『蜘蛛巣城』の城門なども実存する城門より寸法を大きくしている。
黒澤の撮影方法は、複数のカメラでワンシーン・ワンショットの長い芝居を同時撮影するというもので、この手法は「マルチカム撮影法」と呼ばれた。マルチカム撮影法は『七人の侍』で決戦場面など撮り直すことが難しいシーンを、数台のカメラで一度に写すことから始まったもので、次作の『生きものの記録』から本格的に導入した。黒澤はこの手法を使うと俳優がカメラを意識しなくなり、思いがけず生々しい表情や姿勢を撮ることができ、普通の構図では考えつかないような面白い画面効果が得られるとしている。撮影監督の宮川一夫によると、黒澤は芝居が止まるのを嫌ってこの手法を使用したという。大抵のシーンでは2、3台のカメラを使用したが、『赤ひげ』では5台のカメラを使って8分に及ぶシーンを長回しで撮影した。
編集作業は黒澤自身が行った。黒澤は撮影を素材集めに過ぎないとし、それに最終的な生命を与えるのは編集であると考えていたため、他監督の作品のように編集担当に任せることはせず、自分で編集機を操作した。マルチカメラ撮影法を採用してからは、複数カメラで撮影した同じシーンのフィルムをシンクロナイザーにかけ、一番いいショットを選んで繋げるという方法で編集をした。複数カメラで長いシーンを撮影すると、スタッフは映像のイメージがつかみづらくなるため、黒澤は撮影したシーンのラッシュフィルムが仕上がるとすぐに編集してスタッフに見せ、ロケーションにも編集機を携行した。そのため撮影が終了する頃には、編集もほとんど済んでしまうことが多かった。

### 表現スタイル
黒澤はカメラの動きを観客に意識させないようにした。カメラを勝手に動かすことはなく、俳優が動くときのみカメラを移動させ、俳優が止まればカメラも停止させた。カメラが対象物に寄るのも不自然だと考え、ズームレンズは基本的に使わず、その代わりに望遠レンズを多用した。黒澤は『野良犬』のワンシーンで初めて望遠レンズを使い、『七人の侍』から複数カメラの1つに採用した。望遠レンズだと画角が狭くなり、被写体の遠近感が失われて縦に迫るように見えるため、迫力ある画面を生んだ。また、望遠レンズを使うとカメラ位置が遠ざかり、その分俳優がカメラを意識しなくなり、自然な表情が撮れるため、黒澤はクローズアップも望遠レンズで撮影した。
黒澤は画面に写るものはすべて重要だと考え、1つの画面に人や物がたくさん詰まっているような画面構図を好んだ。そのためパンフォーカスを使用して、被写体を画面の手前から奥に立体的に配置し、奥行きのある「縦の構図」にすることが多い。パンフォーカスはレンズの焦点深度を深く絞り、画面内の被写体全部に焦点を合わせる技法である。黒澤は『わが青春に悔なし』でパンフォーカスを試みようとしたが、敗戦直後の電力不足で諦めており、『生きる』から存分に活用した。パンフォーカスでレンズを深く絞ると光量が減るため、大量の強いライトを使わなければならず、黒澤が撮影するとスタジオが電力不足になり、他の仕事ができなくなったという逸話がある。
場面転換には「ワイプ」を使用した。ワイプは画面を片側から拭き取るように消して、次の画面を表示する技法である。サイレント映画でよく使われたが、1950年代頃には映画ではほとんど使われなくなり、アメリカではテレビシリーズで採用された。黒澤はワイプをフェードやディゾルブなどの代わりに使用したが、これらの技法を全く使用しなかった訳ではなく、フェードは柔らかな印象を与えるときだけ使い、ディゾルブはかなりの時間経過を示すために用いた。ワイプの主な使用例は、『生きる』で市役所に陳情に来た主婦がたらい回しにされるシーンで、責任回避する各部署の職員を被写体にしたPOVショットがワイプで重ねられている。
1940年代から1950年代の作品では「アキシャルカット」という技法を使用した。アキシャルカットはディゾルブやトラッキングショットを使用せずに、角度を変えないジャンプカットで焦点距離を変化させる技法で、突然被写体が近づいたり離れたりする印象を与えた。映画批評家のデヴィッド・ボードウェルは、黒澤はアキシャルカットを頻繁に使用して、瞬間的な動作を強調したり、静止した瞬間の時間を延ばしたりしていると指摘している。『姿三四郎』では村井半助が柔道の試合で投げ飛ばされたシーンや、三四郎と小夜が階段を下りながら会話するシーンなどで、アキシャルカットが使用されている。
映画批評家のドナルド・リチーは、黒澤の色彩表現はイメージの役割に合わせて色を決め、色彩そのものに意味を持たせるというものであるとしている。『どですかでん』では内容に即してセットや地面を赤や黄の原色で染めて、奔放に色を使用している。『影武者』以降は鮮やかな色彩で細部まで描き込んだ絵コンテを用意するようになり、その絵コンテ自体が芸術作品として成立することから、作品発表のたびに画集が出版された。
太陽を映すショットは当時としては画期的で多くの映画関係者に影響を与えた。

### 映画技術
黒澤はカラー映画には慎重な態度を取り、『赤ひげ』まで全作品はモノクロ撮影だった。ただし、『天国と地獄』後半のワンシーンでは煙突の煙に着色してパートカラーにする試みをしている。黒澤はカラーに踏み切らなかった理由について、映画の色彩が絵画的な色彩とは程遠く、自分の考える色彩を表現することができないからだとしている。照明技師の石井長四郎と森弘充は、黒澤が重視するパンフォーカス撮影はカラー映画では難しく、そのためにカラーに踏み切らなかったとしている。黒澤初の全編カラー映画は『どですかでん』で、以後の作品はすべてカラーで撮影した。
作品の画面サイズは『どん底』までは、スタンダードサイズ（画面比率は1対1.33）だったが、黒澤は画面が狭すぎるスタンダードサイズに不満があり、『隠し砦の三悪人』以降はシネマスコープ（画面比率は1対2.35）を採用した。黒澤は同作について、「最初のシネスコ・サイズで大きな画面にいろいろ入るので、おもしろくて思う存分撮った」と述べている。『デルス・ウザーラ』では初めて70ミリフィルムを使用したが、『影武者』以降の作品はすべてビスタサイズ（画面比率は1対1.66）で撮影した。撮影監督の斎藤孝雄によると、黒澤は画面全体を埋めなければ気が済まない人で、シネマスコープの広い画面を埋めるのが大変になったことからビスタサイズに変更したという。

### 音楽

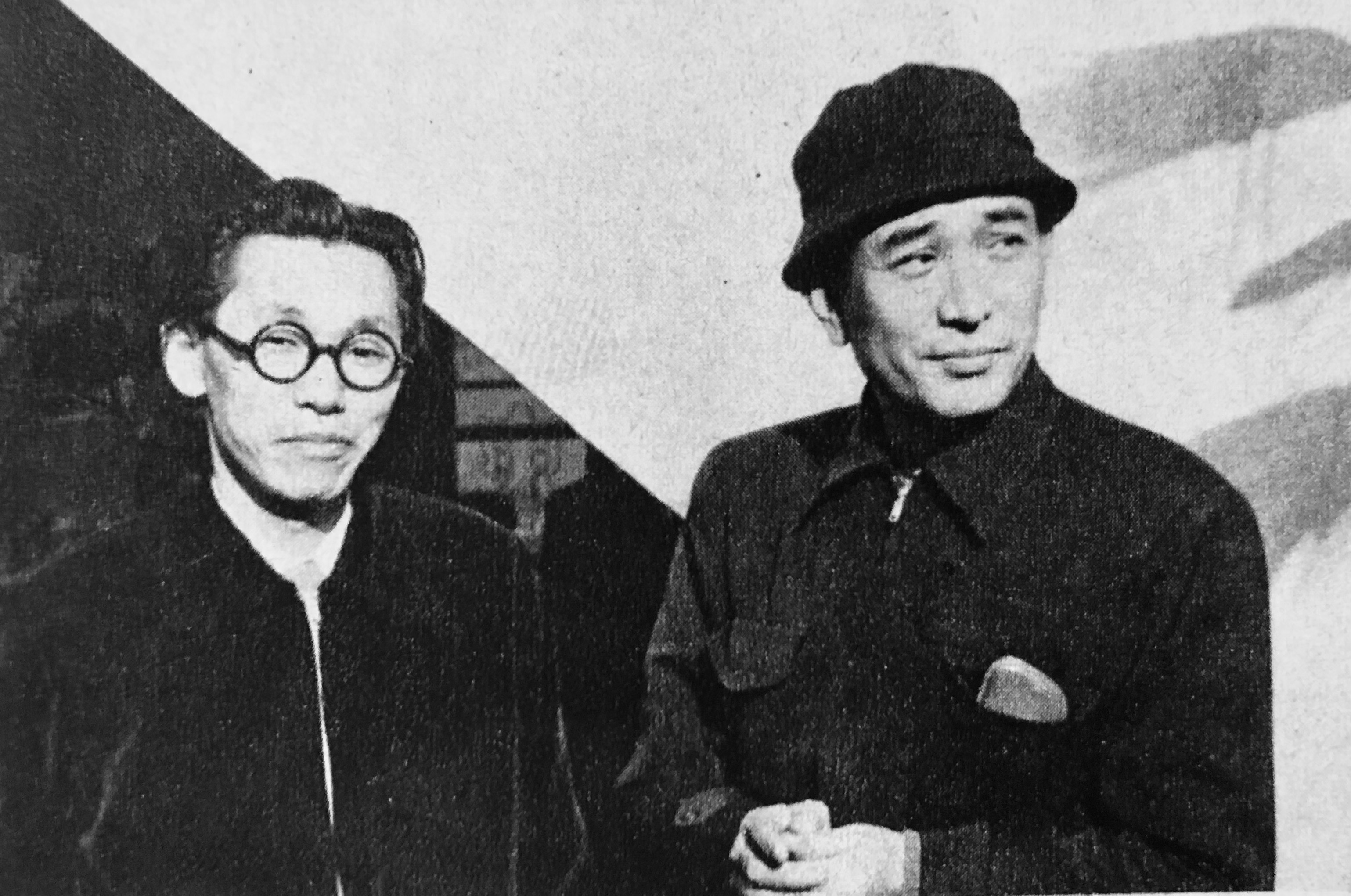
早坂文雄と黒澤。早坂は8本の黒澤の映画で作曲を担当した。

黒澤は映画音楽で、わざと映像と音楽の調和を崩す「音と映像の対位法」を好んで使用した。スクリプターの野上照代は「映画音楽は足し算ではなく、掛け算でなければならない」のが黒澤の持論だったとしている。黒澤とコンビを組んだ早坂文雄は、黒澤の映画音楽に対する考え方は「画面と結合することによって、ある連想作用によって、そこになにかが喚起され、その音楽自体に別な意味が附与されてくるようなものでなくてはならない」ものだったとしている。対位法を使用する時は、音源をその画面に登場する既成のレコード曲やラジオから流れる音楽、背景の歌声などの現実音にする場合が多かった。対位法の代表的な使用例は『醉いどれ天使』と『野良犬』で、前者では主人公が闇市を歩くシーンで「かっこうワルツ」を流し、後者では佐藤刑事が犯人に撃たれるシーンで「ラ・パロマ」、村上刑事が犯人と対峙するシーンでクーラウの「ソナチネ」のピアノ曲を流している。
黒澤は映画音楽を作曲家任せにせず、作曲家に自分の欲しいイメージを伝え、それに強くこだわった。普段からよく音楽を聞いていた黒澤は、イメージを伝えるために既成曲を示し、それに似た音楽にするよう指示することが多かった。『羅生門』ではラヴェルの「ボレロ」、『赤ひげ』ではブラームスの「交響曲第1番」やハイドンの「交響曲第94番」、『乱』ではマーラーの「大地の歌」に似た曲が作られている。『赤ひげ』以降はラッシュ時に自分が選んだ名曲を付けるようになり、その曲に合わせて編集することもあった。そのため注文の厳しい黒澤と作曲家との軋轢も多く、『影武者』では佐藤勝が降板し、『乱』では武満徹とダビングをめぐり対立することもあった。

### 黒澤組

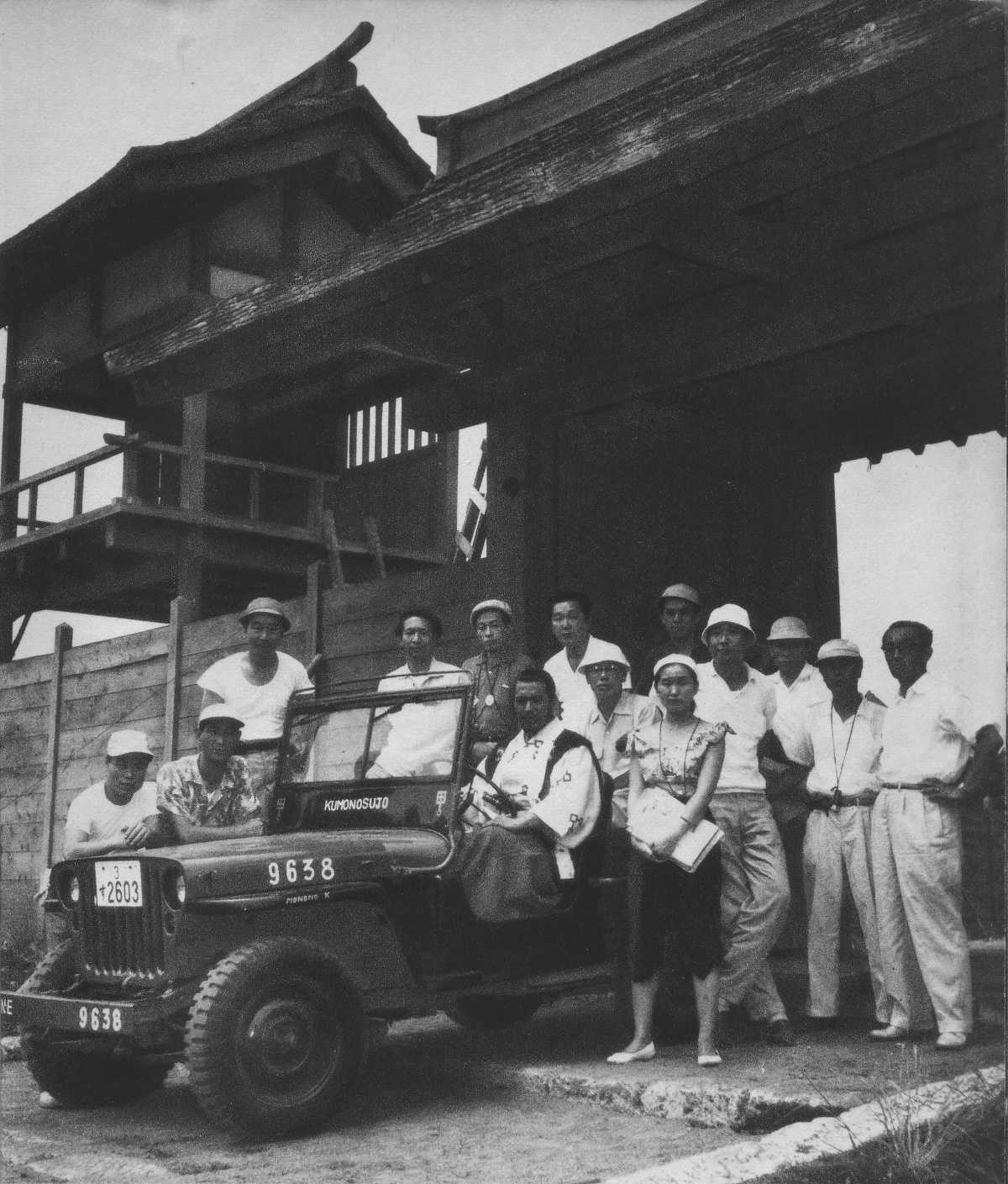
『蜘蛛巣城』のオープンセットに集まった黒澤組の面々（1956年撮影）。左から一人おいて矢野口文雄、岸田九一郎、野長瀬三摩地、斎藤孝雄、三船敏郎、千秋実、志村喬、斉藤照代、村木与四郎、黒澤、根津博、中井朝一、本木荘二郎。

黒澤は長年東宝に所属していたこともあり、同じスタッフやキャストと仕事をすることが多く、彼らは「黒澤組」と呼ばれた。黒澤組の主な人物と参加作品数は以下の通りである（スタッフは3本以上、キャストは5本以上の参加者のみ記述）。
- 脚本：小国英雄（12本）、菊島隆三（9本）、橋本忍（8本）、久板栄二郎（4本）、井手雅人（3本）
- 撮影：中井朝一（11本）、斎藤孝雄（9本）
- 音楽：早坂文雄、佐藤勝（以上8本）、池辺晋一郎（4本）
- 美術：村木与四郎（14本）、松山崇（5本）
- 助監督：堀川弘通、小林恒夫、野長瀬三摩地、森谷司郎、出目昌伸、松江陽一、小泉堯史
- その他スタッフ：三縄一郎（音響効果、20本）、矢野口文雄（録音、12本）、本木荘二郎（製作、11本）、根津博（製作担当、10本）、下永尚（整音、6本）、本多猪四郎（演出補佐、5本）、石井長四郎（照明、4本）、野上照代（記録など）
- 俳優（クレジット有のみ）：志村喬（21本）、三船敏郎（16本）、藤原釜足（12本）、千秋実（11本）、高堂国典、本間文子（以上10本）、清水将夫、土屋嘉男（以上9本）、藤田進、加藤武、三好栄子、清水元、渡辺篤（以上8本）、千石規子、左卜全、三井弘次、上田吉二郎、東野英治郎（以上7本）、加藤武（6本）、仲代達矢、森雅之、香川京子、宮口精二、菅井一郎、河野秋武、木村功、中村伸郎、菅井きん、井川比佐志（以上5本）

### 完璧主義
「完全主義という言葉が実際あるかどうか知らないけれど、モノを作る人間が完全なものを目指さないはずがありませんよ」と黒澤はインタビューで言うように、表現に一切の妥協を許さず、「完璧主義」と称されるエピソードが多く存在する。黒澤の映画に対する数々の拘りは『完全主義者』『天皇』という「映画監督・黒澤明」のイメージを作り上げた。
- 「川の流れを逆にしろ」「馬が演技していない」などの無茶ぶりや「雲待ち」「雨待ち」を行って平気で2、3日潰すこともあった[155]。
- 「あの家の2階が邪魔になる」と言って、それを聞いた助監督たちは、その民家に出向き、「この家の屋根を…取り壊させてください！」と頼んだ。そして、撮影後に建て直すという条件付で、どうにか、屋根部分を取り壊す許可をもらった[156]。

- 1957年製作の『蜘蛛巣城』で、三船敏郎演じる武将に無数の矢が浴びせられるシーンでは使用したのは本物の矢を使い、弓道の有段者数人が至近距離から一斉に矢を射た。

- 1963年製作『天国と地獄』では、滑走する電車の中から鉄橋に差し掛かった時に身代金を投げ渡すシーンで当時としては異例の電車を貸し切っての撮影を行った。ダイヤを乱さぬように、通常の運行車両を貸し切ったため、鉄橋を通過するチャンスは一度きりであり、失敗は許されない。そこで黒澤は、電車の実物大の模型をリハーサルのためだけに造り、何度も何度もリハーサルを重ね本番に挑みNGが許されない一度きりの撮影のため、8台のカメラを同時に回し、なんとか無事一回で成功した。

- 『天国と地獄』ではバーでのシーン。黒澤は「とにかくたくさんの客で埋め尽くしたい」と言っていたため、スタッフは500人ものエキストラを用意した。しかしそれを見た黒澤は、「少ないな…」と言い、急遽、壁を鏡貼りにさせ、その鏡の映り込みでエキストラが倍の人数に見えるように工夫して撮影した。

- 『羅生門』の冒頭のすさまじい豪雨が降り注ぐシーン。最初の撮影では、ポンプ車4台を用意し、大量の水を放水した。だが、肉眼で見るのとは違い、カメラで映すと、思ったほどの豪雨にならなかった。そこで黒澤は、水に墨汁を混ぜることで、雨の迫力をました。さらに、雨の日を狙って撮影するという、念には念の入れようだった。しかし、あまりに大量の水を使ったために、この地区は、一時的に水不足になってしまった。

- 映画『デルス・ウザーラ』では秋になると、黒澤はシベリアの美しい紅葉の山々の中で撮影したいと考えていたが、撮影の前日、季節はずれの雨が降ってしまい、紅葉した葉っぱが全て散ってしまった。その木々を見て黒澤は、スタッフに人工の赤や黄色の葉っぱを作らせ、広大な森中の木々に葉っぱを一枚ずつ貼り付けさせた。

- また『デルス』の主人公が、野生の虎に出くわすというシーンでは、当初用意された虎を見た黒澤は「この虎は目が死んでいるよ。野生の虎を捕まえてきてくれないか？」と言い出した。実はその虎は、スタッフが撮影用にサーカスから借りてきた虎であり、虎の表情にこだわった黒澤は結局、目や顔のアップシーンでは野生の虎で、全体の動きが要求されるカットには、最初に使ったサーカスの虎で撮影を行った。

- 1991年の『8月の狂詩曲』では蟻の行列を作るために5日目かけた[157]。

## 人物

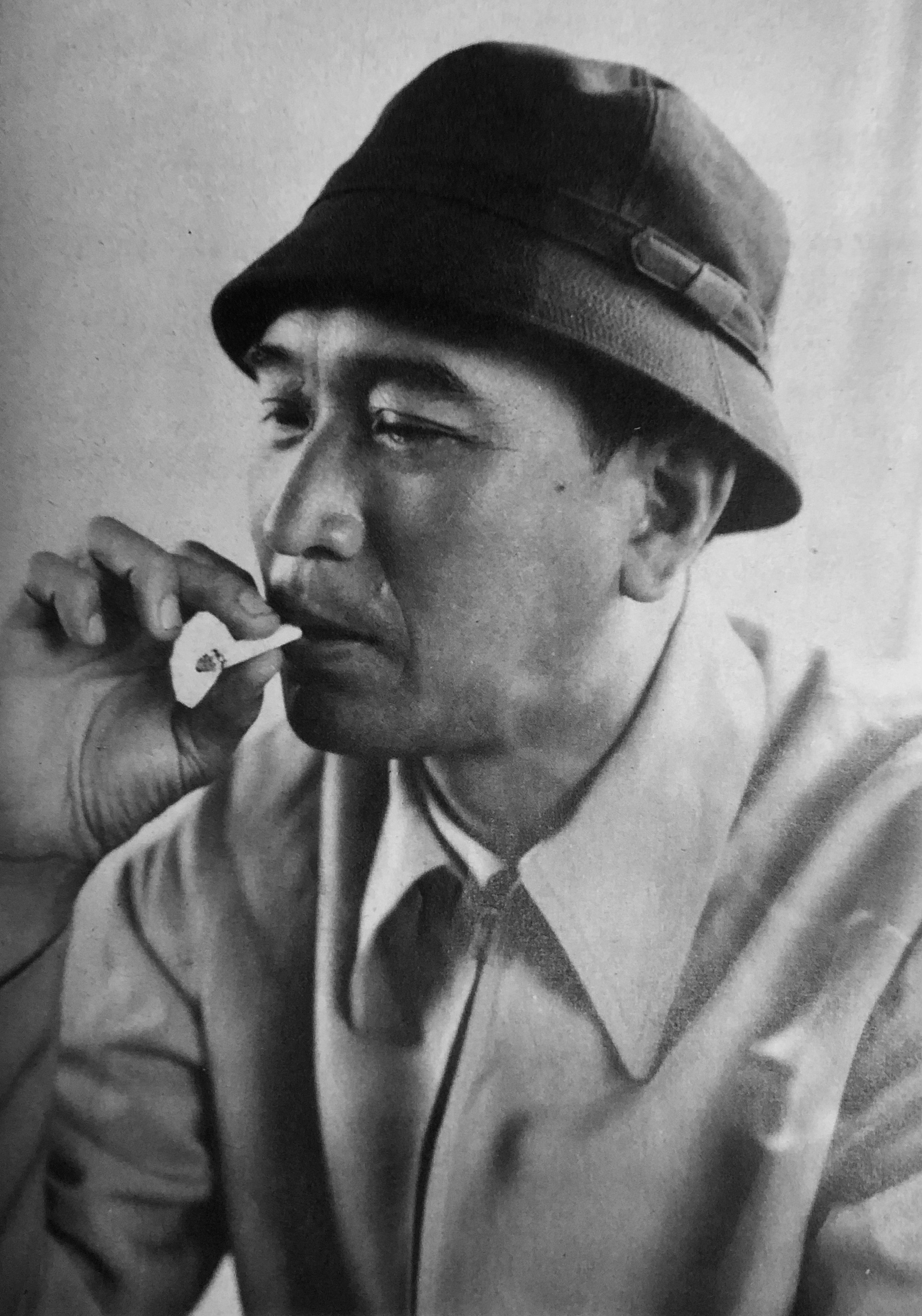
『キネマ旬報』1960年2月下旬号より

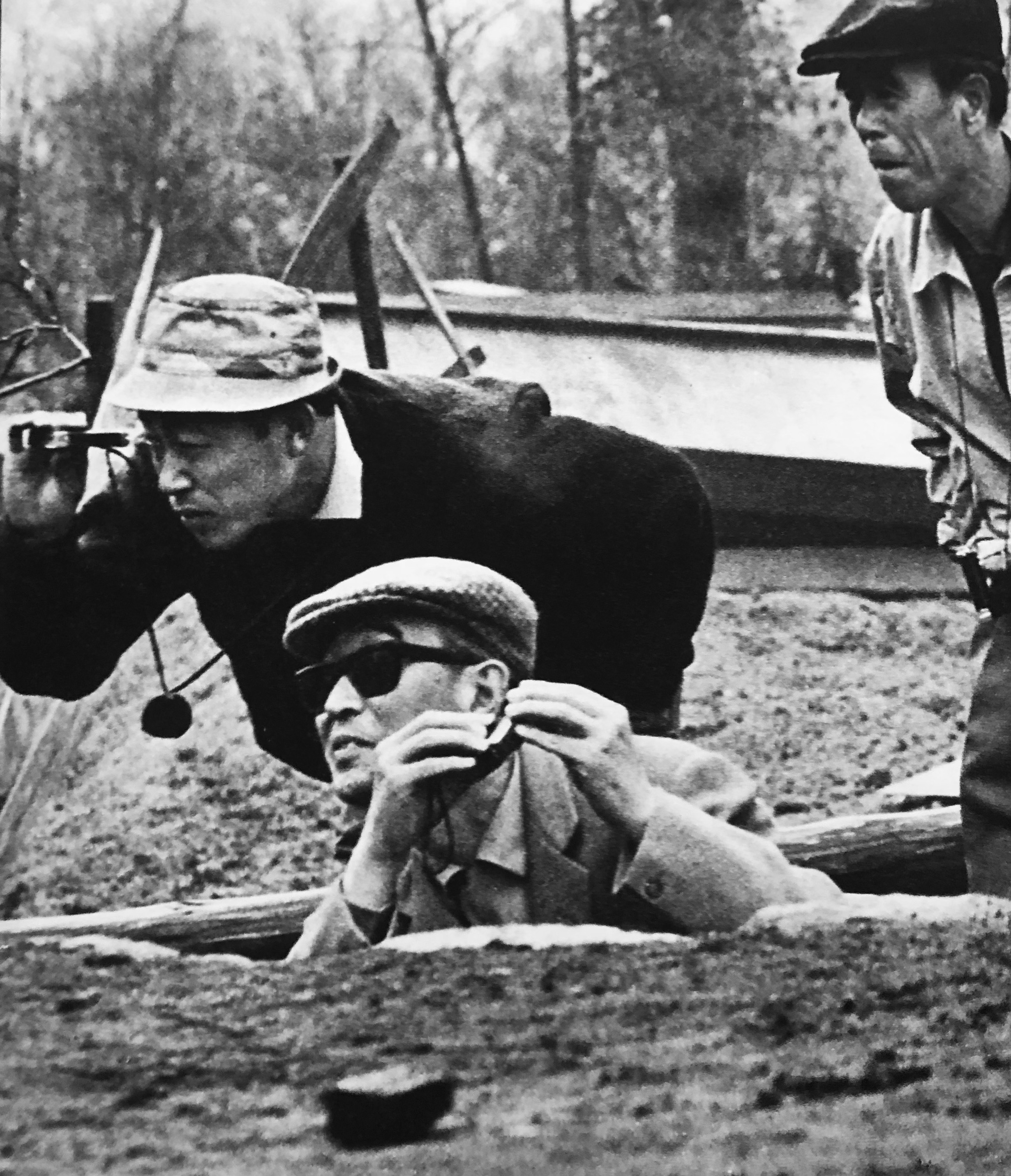
『赤ひげ』撮影中の黒澤明（1964年）

サングラスは1960年代以降の黒澤のトレードマークである。黒澤は強い照明を使う撮影と、常に自ら編集作業にたずさわっていたこともあって眼を悪くしていたが、尊敬するジョン・フォードも同じく眼を傷めており、フォードと会った時に彼から「眼を大事にしろ」と忠告されたのがきっかけで、『用心棒』からサングラスを着用するようになった。黒澤はフォードを真似てサングラスだけでなく、『椿三十郎』からハンチング帽も被るようになった。それまではピケ帽を愛用し、『デルス・ウザーラ』以後はキャプテン帽を被った。
青年時代に画家を志していた黒澤は、ポール・セザンヌやフィンセント・ファン・ゴッホなど後期印象派の画家が好きだったが、富岡鉄斎や前田青邨などの日本画家も好きだと発言していた。前田からは兜の絵を貰い、その絵を大事にしていたが、黒澤家の家計が逼迫した時に売却したという。映画界に入ってからは絵コンテはじめ映画のため以外で絵を描くことはなかったが、晩年は水彩や墨で仏画を描くようになり、それらの絵に押す篆刻の制作にも熱中した。また、黒澤は自分で絵を描いたクリスマス・カードを手作りし、国内外の知人に送っていた。野上によると、黒澤は時間があれば絵を描き、机の上に絵を描く道具を置いておくと、サインペンでも絵具でも手当たり次第使って、子供のように黙って絵を描いていたという。
私生活の黒澤はグルメで知られ、とくに肉料理を好んだ。小泉堯史によると、黒澤は晩年になっても食欲は落ちず、ステーキなどを頬張っていたという。黒澤家の食卓の代表的な料理は牛肉料理で、黒澤家に行けば美味しい牛肉が食べられると海外の映画関係者にまで知れ渡っていた。そのため牛肉代だけで食費が高くつき、1か月の牛肉代が100万円を突破することもあり、税務署に疑われるという出来事もあったという。黒澤はスタッフの食事にまでうるさく、夏には撮影現場にかき氷の屋台を用意したこともあった。黒澤は酒豪としても知られ、ジョニー・ウォーカーやホワイトホースなどのウイスキーを愛飲した。
黒澤は寂しがり屋の話し好きで、気の合う人とは話が尽きないような人物だった。お酒もみんなと一緒に賑やかに飲むのが好きで、地方ロケでは毎日のように夜は宴会となり、俳優やスタッフたちと車座になり、一緒に夕食をしながら飲むことが多かった。酔いが進むと黒澤はスタッフたちに輪唱をさせ、黒澤が指揮者になりみんなを何組かに分けて歌わせたという。黒澤組の常連俳優である土屋嘉男によると、黒澤は輪唱が上手くいかないとダメ出しをし、まるで撮影の時と同じようになったと述べている。

## 評価・影響

### 批評

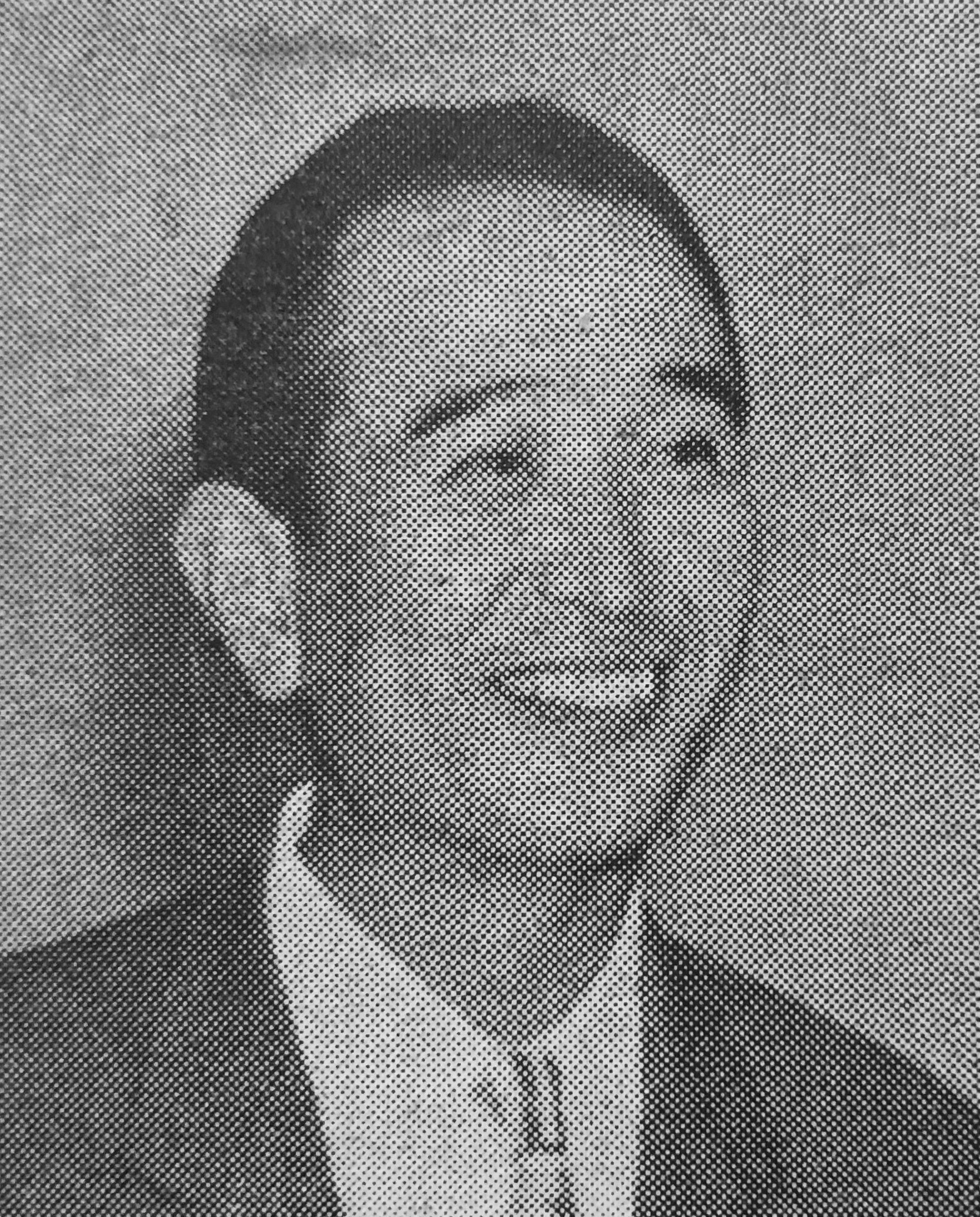
『キネマ旬報』1960年1月新春特別号より

黒澤は助監督時代から演出や脚本の力量が認められ、監督処女作でいきなり大きな注目と称賛を受けた数少ない監督だった。多くの監督作品が高評価を受けており、戦後のキネマ旬報ベスト・テンでは25作品が10位以内に選出された。批評家からは視覚的演出力、劇的で緻密な脚本構成、絵画的造形力などが高く評価される反面、強い娯楽性や独自の倫理観には賛否が分かれることもあった。1960年代の政治運動の激しい時代には、若い世代により反黒澤論も書かれたが、それらの多くは黒澤作品における武士道的ストイシズム、反庶民的ヒロイズム、家父長制的権威主義に反発している。作品が西洋的であることから日本人離れしていると見なされることもあり、海外では最も西洋的な日本人監督と考えられているが、フランスの映画研究家サッシャ・エズラッティは「彼（黒澤）はそのインスピレーションを、その生まれた国の土の中と同様に、国境の外からも得るという、非常に大きな教養を持った男である。黒澤はその国民的な性格を完全に保ちながら、日本映画に世界性を持たせたという功績を持っている」と評価している。
評論家の多田道太郎は「黒澤明は、おそらく日本映画史上初めての映画芸術の中に個人をもち込もうとした作家」と高く評価している。都築や映画批評家の岩崎昶は、黒澤を「観念的作家」と評価した。哲学者の梅原猛は黒澤を愛の作家であるとし、「黒澤明は、どのような文学者よりも人間愛に富んでいるようだ。彼の作中人物は、戦後のいかなる文学者の作品より、生き生きとした愛の行為の実践者である」と評している。増村保造は黒澤の画面作りを高く評価し、その絵画性は表現主義のフリッツ・ラングの作画力に近いとしている。一方、映画批評家の飯田心美は、黒澤の絵画性について「黒澤は人物を素描するかわりに色彩を駆使し、多彩な色調のなかにモチーフを展開してゆくタイプである。そして、その画法も清水宏のごとき水彩のタッチではなく、あくまで人の目を射るごとき油彩である」と評し、その印象をフォーヴィスムの絵画と重ねた。

### 映画監督の評価と影響

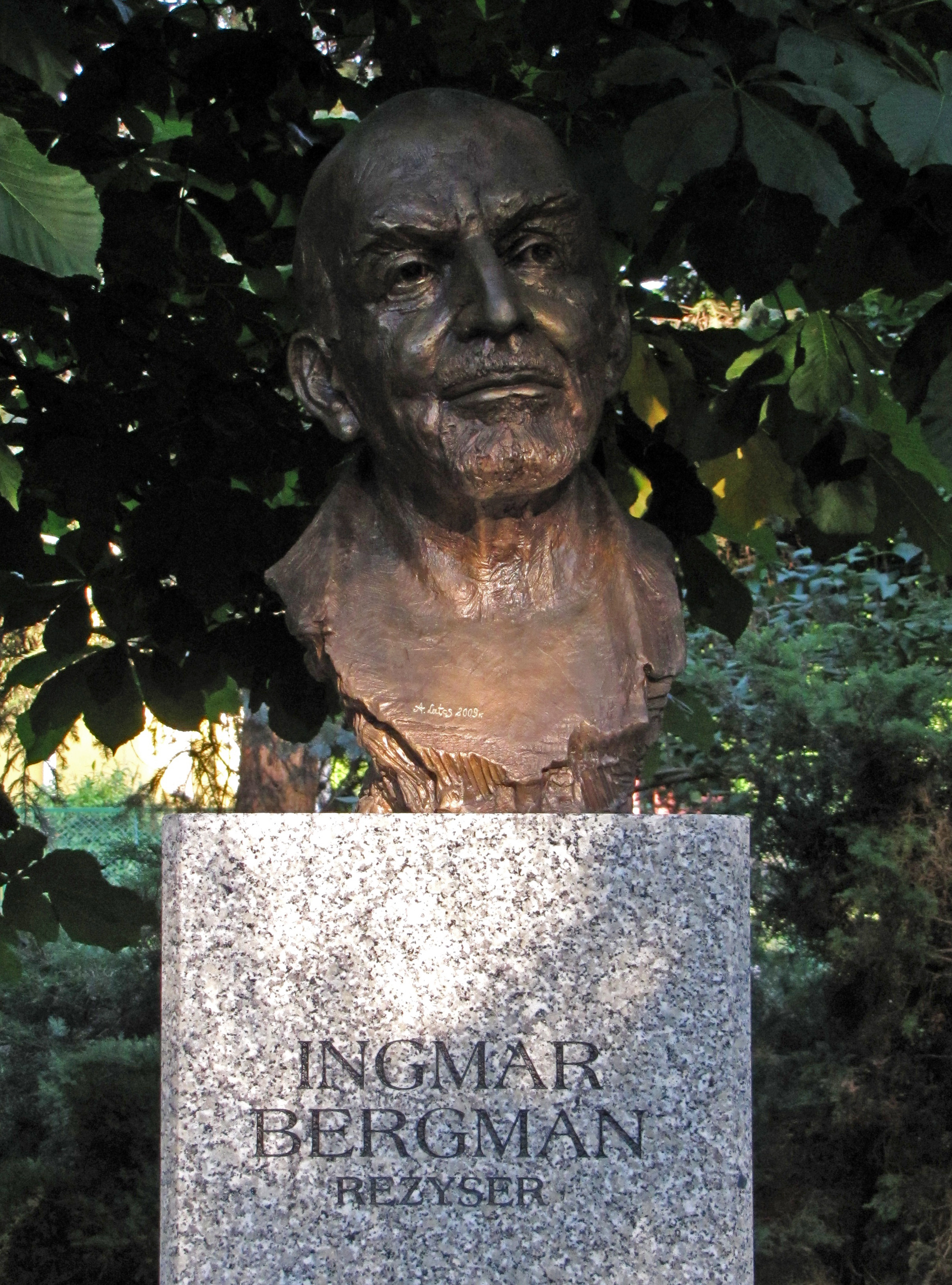
ポーランドにあるイングマール・ベルイマンの胸像。黒澤はベルイマンを賞賛し、彼の70歳の誕生日に手紙を書いた。

国内外の多くの映画監督が黒澤の影響を受け、その作品を賞賛している。黒澤と同時期に活躍したイングマール・ベルイマンは、自作の『処女の泉』（1960年）を「黒澤の観光気分のあさましい模倣」と述べている。フェデリコ・フェリーニは黒澤作品を見ることは「アリオストを読むようなものだ」と賞賛している。サタジット・レイは『羅生門』の光の使い方に影響を受けたことを明らかにしている。アンドレイ・タルコフスキーは好きな作品の1本に『七人の侍』を挙げている。ベルナルド・ベルトルッチとヴェルナー・ヘルツォークも、影響を受けた監督の一人として黒澤の名を挙げている。
スタンリー・キューブリックのアシスタントを務めたアンソニー・フルーウィンによると、キューブリックは黒澤を偉大な映画監督の一人と考え、高く評価していたという。黒澤もキューブリックを賞賛しており、1990年代後半にキューブリック宛てにファンレターを送ったが、それに感激したキューブリックは返信の内容に悩み、数か月もかけて返事を書き直すも、その間に黒澤が亡くなってしまい、ひどく動揺したというエピソードがある。
1970年代以降のハリウッド映画で活躍したコッポラ、ルーカス、スピルバーグ、スコセッシ、ジョン・ミリアスなどは黒澤を尊敬する師と仰ぎ、それぞれの作品も黒澤から強い影響を受けている。コッポラは「私たち（ルーカスとコッポラ）は黒澤監督の"芸術的な息子"といっていい存在」と語り、黒澤をノーベル文学賞に推薦しようとしたことがある。コッポラの監督作『ゴッドファーザー』（1972年）の冒頭の結婚式のシーンは、『悪い奴ほどよく眠る』の影響を受けている。スピルバーグは黒澤を「現代の映画界におけるシェイクスピア」と評し、「映画製作者としてのぼくの仕事に多大な影響を与えた。映像はもちろんアートにおけるぼくの審美眼は、彼の影響を受けている」と述べている。
また、アレクサンダー・ペインは黒澤のファンで、『七人の侍』『赤ひげ』を好きな映画に挙げている。アレハンドロ・ゴンザレス・イニャリトゥは19歳の時に見た『生きる』に衝撃を受けたことを明かし、自身の作品である『BIUTIFUL ビューティフル』を製作した際に影響を受けたことを認め、黒澤を「映画のストーリーの構成を変えようとした天才のうちの一人」と高く評価した。ウェス・アンダーソンはアニメーション映画『犬ヶ島』（2018年）で黒澤の影響を受けていることを明言している。そのほか、サム・ペキンパー、アーサー・ペン、リドリー・スコット、ジョージ・ミラー、ジョン・ウー、チャン・イーモウ、三池崇史、塚本晋也、助監督出身者は一作品に就いただけの野村芳太郎、加藤泰、中平康らを含めると膨大な人数となるが、初期の堀川弘通、中期に就いて最多の本数でチーフをつとめた森谷司郎、晩年期の小泉堯史らが黒澤の影響を受けた愛弟子として名を挙げられることが多い。

### リメイクと諸作品への影響

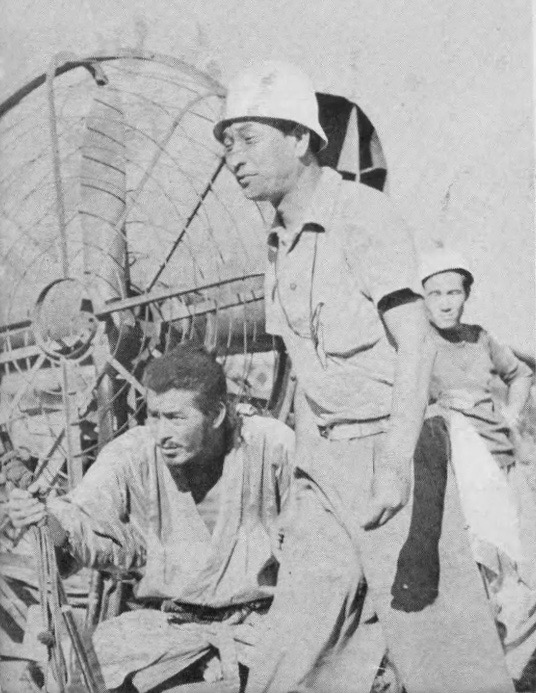
『七人の侍』（1954年）の撮影現場。三船敏郎と黒澤と送風機。

これまでに黒澤作品は国内外で何度もリメイクされている。ハリウッド映画では、ジョン・スタージェス監督の『荒野の七人』（1960年）が『七人の侍』、マーティン・リット監督の『暴行』（1964年）が『羅生門』を公式にリメイクし、それぞれ舞台を西部劇に移し替えている。セルジオ・レオーネ監督のマカロニ・ウエスタン『荒野の用心棒』（1964年）は、『用心棒』を非公式でリメイクした作品で、黒澤は東宝とともに著作権侵害で告訴し、和解に応じた製作者側から日本などの配給権と世界興行収入の15%を受け取っている。内川清一郎監督の『姿三四郎』（1965年）は、黒澤プロダクションが『姿三四郎』『續姿三四郎』を合わせてリメイクした作品で、黒澤自身がプロデューサーを務めた。
スター・ウォーズシリーズは黒澤作品から部分的な影響を受けている。ルーカスによるシリーズ1作目『スター・ウォーズ エピソード4/新たなる希望』（1977年）のストーリーのアイデアは『隠し砦の三悪人』を元にしており、黒澤作品で特徴的なワイプによる場面転換も採用している。C-3POとR2-D2は、『隠し砦の三悪人』の登場人物である百姓の太平と又七がモデルであることをルーカス自身が認めている。シリーズ7作目の『スター・ウォーズ/フォースの覚醒』（2015年）では、J・J・エイブラムス監督がシーンの構図とキャラクターの立ち位置を『天国と地獄』を参考にしたことを明らかにし、シリーズ8作目の『スター・ウォーズ/最後のジェダイ』（2017年）では、ライアン・ジョンソン監督が脚本に『羅生門』などの影響を受けたことを明らかにしている。
2020年発売のPlayStation 4用ゲームソフト『Ghost of Tsushima』は、黒澤の時代劇映画から強い影響を受けており、黒澤に敬意を込めてゲーム画面をモノクロで表示し、1950年代の黒澤作品の質感を再現した「Kurosawa Mode（黒澤モード）」という機能を搭載している。同作の開発者の一人であるジェイソン・コーネルは、黒澤作品の演出とカメラワークを大いに参考にし、風を使用した演出も黒澤作品で風が効果的に使われていることに触発されたと語っている。

### レガシー
没後、数本の未映像化脚本が映画化された。『雨あがる』は黒澤の助監督を務めた小泉堯史が脚本を完成させ、2000年に映画化作品を公開した。同年に四騎の会で企画した『どら平太』が市川崑監督で映画化され、2004年には『海は見ていた』が熊井啓監督で映画化された。また、2017年3月に中国の映画会社である華誼兄弟が『黒き死の仮面』の映画化を発表し、同年5月には中国企業のジンカ・エンターテインメントも未映像化脚本10本の映画化を発表したが、どちらもその後の進展は報道されていない。
黒澤の名を冠した賞や施設も作られた。1986年にサンフランシスコ国際映画祭に「黒澤明賞」が制定され、黒澤自身が第1回受賞者となり、2002年まで授与された。2004年には東京国際映画祭に「黒澤明賞」が設けられた。同賞は「日本文化の再創造への象徴となり、広く世界の映画文化の発展に貢献すること」を目的に設立され、2008年まで授与された。2010年、カリフォルニア州のアナハイム大学に映画学校「黒澤明スクールオブフィルム」が開校し、美術学修士号が取得できるオンライン教育プログラムを提供している。
1998年に佐賀県伊万里市で黒澤明記念館を建設する計画がスタートし、1999年7月2日に伊万里市の商業施設に仮施設となる「黒澤明記念館サテライトスタジオ」が開館した。記念館は黒澤明文化振興財団が寄付金を募って建設する予定だったが、2010年1月に寄付金の約3億8000万円が財団の決算書類の流動資産に記載されていないことが発覚した。翌月、黒澤明文化振興財団の黒澤久雄らは「資金の大半は仮施設の運営などで使い果たしてしまった」と陳謝したが、実際は資金の私的利用によるもので、不正利用した費用全額は久雄が払うという方向で決定した。その後、財団側が多額の資金を集めて記念館を作ることが現実的でないとした上で、サテライトスタジオを本記念館にリニューアルしたいとの意向を示し、記念館建設を事実上断念することを決めたが、2011年3月6日にサテライトスタジオも閉館した。
2009年5月、黒澤プロダクションと龍谷大学の共同プロジェクトで「黒澤デジタルアーカイブ」を開設し、未公開の創作ノートやメモ、絵コンテ、台本、撮影時の写真などの資料が、インターネット上で一般公開された。

## 作品

### 監督作品
黒澤が自作と認めた監督作品は30本あり、そのすべてで脚本を執筆した（共同執筆を含む）。※印はプロデューサーを兼任した作品。
- 姿三四郎（1943年）
- 一番美しく（1944年）
- 續姿三四郎（1945年）
- 虎の尾を踏む男達（1945年製作、1952年公開）
- わが青春に悔なし（1946年）
- 素晴らしき日曜日（1947年）
- 醉いどれ天使（1948年）
- 静かなる決闘（1949年）
- 野良犬（1949年）
- 醜聞（1950年）
- 羅生門（1950年）
- 白痴（1951年）
- 生きる（1952年）
- 七人の侍（1954年）
- 生きものの記録（1955年）
- 蜘蛛巣城（1957年）※
- どん底（1957年）※
- 隠し砦の三悪人（1958年）※
- 悪い奴ほどよく眠る（1960年）※
- 用心棒（1961年）
- 椿三十郎（1962年）
- 天国と地獄（1963年）
- 赤ひげ（1965年）
- どですかでん（1970年）※
- デルス・ウザーラ（1975年）
- 影武者（1980年）※
- 乱（1985年）
- 夢（1990年）
- 八月の狂詩曲（1991年）
- まあだだよ（1993年）

### 脚本作品
特記がない限りは『大系黒澤明 別巻』の「解説・黒澤明の脚本」による。
- 青春の気流（1942年、伏水修監督）
- 翼の凱歌（1942年、山本薩夫監督）
- 愛の世界 山猫とみの話（1943年、青柳信雄監督）※黒川槙名義[230]
- 阿片戦争（1943年、マキノ雅弘監督）※ノンクレジット[231]
- 土俵祭（1944年、丸根賛太郎監督）
- 天晴れ一心太助（1945年、佐伯清監督）
- 四つの恋の物語 第1話「初恋」（1947年、豊田四郎監督）
- 銀嶺の果て（1947年、谷口千吉監督）
- 肖像（1948年、木下惠介監督）
- 地獄の貴婦人（1949年、小田基義監督）
- ジャコ萬と鉄（1949年、谷口千吉監督）
- 暁の脱走（1950年、谷口千吉監督）
- ジルバの鉄（1950年、小杉勇監督）
- 殺陣師段平（1950年、マキノ正博監督） - 脚色
- 愛と憎しみの彼方へ（1951年、谷口千吉監督）
- 獣の宿（1951年、大曾根辰夫監督）
- 荒木又右衛門 決闘鍵屋の辻（1952年、森一生監督）
- 戦国無頼（1952年、稲垣浩監督）
- 吹けよ春風（1953年、谷口千吉監督）
- ソ満国境2号作戦 消えた中隊（1955年、三村明監督）
- あすなろ物語（1955年、堀川弘通監督） ※編集も担当
- 日露戦争勝利の秘史 敵中横断三百里（1957年、森一生監督）
- 戦国群盗伝（1959年、杉江敏男監督） - 潤色
- 殺陣師段平（1962年、瑞穂春海監督）
- ジャコ萬と鉄（1964年、深作欣二監督）
- 姿三四郎（1965年、内川清一郎監督） ※製作も担当
- トラ・トラ・トラ!（1970年、リチャード・フライシャー、舛田利雄、深作欣二監督） ※ノンクレジット
- 暴走機関車（1985年、アンドレイ・コンチャロフスキー監督） ※ノンクレジット
- 雨あがる（2000年、小泉堯史監督）
- どら平太（2000年、市川崑監督）
- 海は見ていた（2002年、熊井啓監督）

### その他の作品
特記がない限りは『大系黒澤明 第4巻』と『黒澤明集成』の年表による。
映画
- 美しき鷹（1937年、山本嘉次郎監督） - 製作主任
- 地熱（1938年、滝沢英輔監督） - 製作主任
- 藤十郎の恋（1938年、山本嘉次郎監督） - 製作主任
- 綴方教室（1938年、山本嘉次郎監督） - 製作主任
- エノケンのびっくり人生（1938年、山本嘉次郎監督） - 製作主任
- エノケンのがっちり時代（1939年、山本嘉次郎監督） - 製作主任
- 忠臣蔵 後篇（1939年、山本嘉次郎監督） - 助演出
- のんき横丁（1939年、山本嘉次郎監督） - 製作主任
- ロッパの新婚旅行（1940年、山本嘉次郎監督） - 製作主任
- エノケンのざんぎり金太（1940年、山本嘉次郎監督） - 製作主任
- 孫悟空 前後篇（1940年、山本嘉次郎監督） - 製作主任
- 馬（1941年、山本嘉次郎監督） - 製作主任
- 五十万人の遺産（1963年、三船敏郎監督） - 編集協力　※ノンクレジット[54]
- 野良犬（1973年、森﨑東監督） - 原作

テレビ番組
- 馬の詩（1971年、日本テレビ） - 監修　※ドキュメンタリー

テレビCM
- サントリーリザーブ（1976年 - 1979年） - 出演[87]
- カルピス「初恋」（1997年） - 絵コンテ・制作[100]
- パナソニック「ドリーム」（1997年） - 出演[232]

舞台
- 喋る（1945年、新生新派公演） - 脚本
- 酔いどれ天使（1948年、東宝従業員組合） - 演出[16]
- 結婚の申込み（1948年、東宝従業員組合） - 演出[16]

作詞
- ジャングル・ブギー（1948年、服部良一作曲・笠置シヅ子唄）[16]
- 七人の侍（1954年、早坂文雄作曲・山口淑子唄）[54]

ゲーム
- 仁王（2017年） - 黒澤の遺稿を元にした2006年公開予定の映画を核としたメディアミックス作品の一つとして開発されたゲームソフト[233]。映画は公開されなかった。

## 受賞

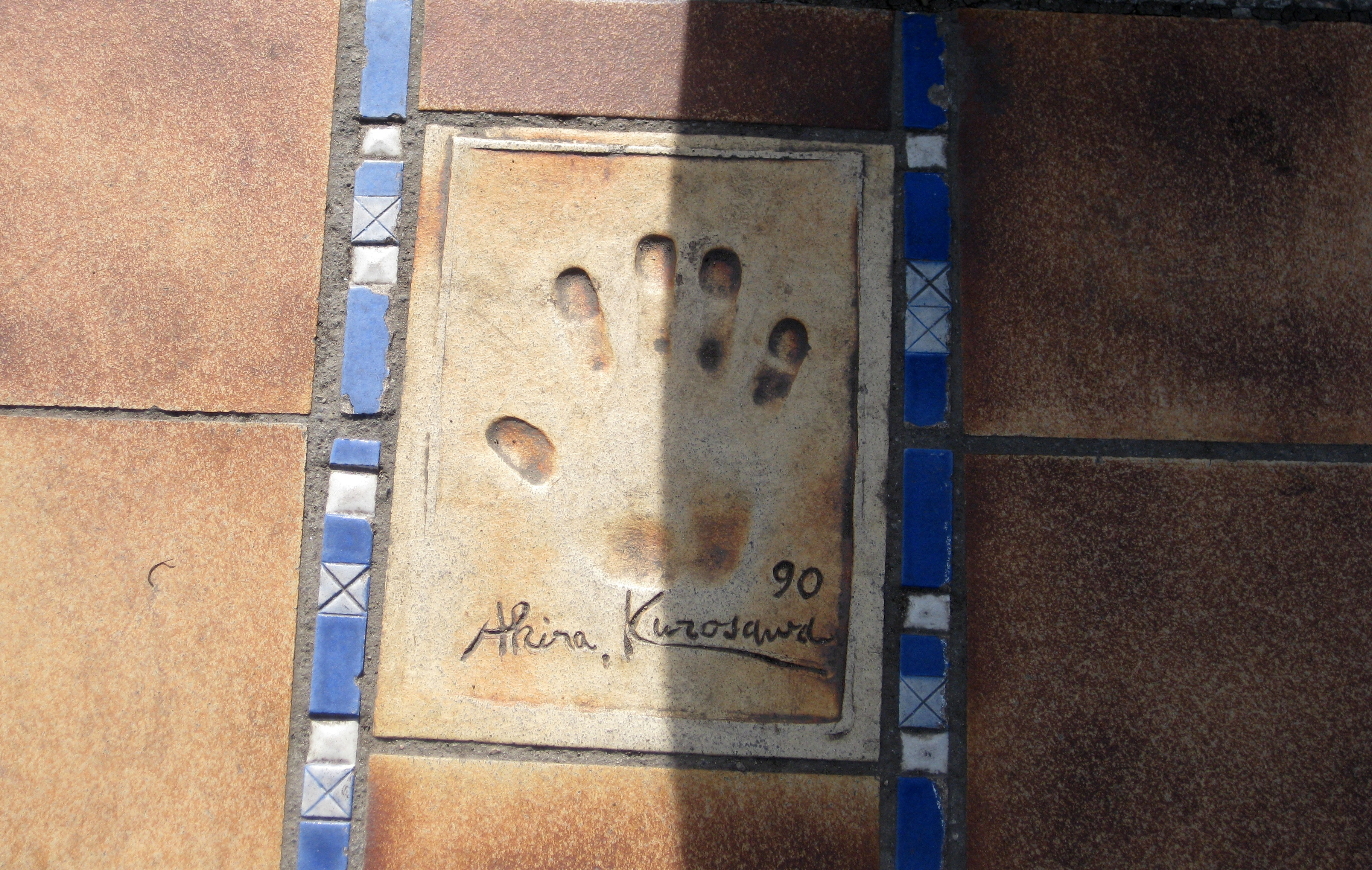
フランスのカンヌにある黒澤のセメントの手形。

黒澤は国内外で多数の映画賞を受賞しており、作品はアカデミー賞、世界三大映画祭のカンヌ国際映画祭、ヴェネツィア国際映画祭、ベルリン国際映画祭のすべてで受賞経験がある。また、1976年に映画人として初めて文化功労者に顕彰され、1985年に同じく映画人初となる文化勲章を受章した。1990年には第62回アカデミー賞で名誉賞を受賞した。授賞式のプレゼンターはスピルバーグとルーカスが務め、黒澤は受賞スピーチで「私はまだ映画がよく分かっていない」と語ったり、会場からは笑いに包まれた。没後の1998年10月、「数々の不朽の名作によって国民に深い感動を与えるとともに、世界の映画史に輝かしい足跡を残した」功績により、映画監督初となる国民栄誉賞が贈られた。2009年にはシェイクスピア作品に縁のある、または影響を受けた芸術家を対象とするシェイクスピア・ホール・オブ・フェームの殿堂入りを果たした。
英国映画協会のサイト・アンド・サウンド誌が10年毎に発表した映画監督のランキングでは、1982年に批評家投票で5位、1992年に監督投票で3位、2002年に批評家投票で6位、監督投票で3位に選ばれた。また、1996年にエンターテインメント・ウィークリー誌が発表した「50人の偉大な映画監督」リストで6位、2002年にMovieMaker誌が発表した「史上最も影響力のある映画監督25人」のリストで12位、2007年にTotal Film誌が発表した「100人の偉大な映画監督」で11位にランクした。

### 映画賞
以下の表は、黒澤の主な映画賞の受賞とノミネートのリストである。このリストには、黒澤個人が受賞した賞（監督賞、脚本賞、生涯功労賞など）だけではなく、黒澤が直接受賞したがどうかにかかわらず作品自体に与えられた作品賞や外国語映画賞も含まれる（プロデューサーが受賞者である賞も、黒澤作品の受賞・ノミネートとしてリストに含める）。
| 賞                                   | 年     | 部門                         | 作品名               | 結果       | 出典    |
| ------------------------------------ | ------ | ---------------------------- | -------------------- | ---------- | ------- |
| 山中貞雄賞                           | 1943年 | -                            | 『姿三四郎』         | 受賞       | [ 57 ]  |
| 毎日映画コンクール                   | 1947年 | 監督賞                       | 『素晴らしき日曜日』 | 受賞       | [ 57 ]  |
| 毎日映画コンクール                   | 1948年 | 日本映画大賞                 | 『醉いどれ天使』     | 受賞       | [ 57 ]  |
| 毎日映画コンクール                   | 1952年 | 日本映画大賞                 | 『生きる』           | 受賞       | [ 57 ]  |
| 毎日映画コンクール                   | 1952年 | 脚本賞                       | 『生きる』           | 受賞       | [ 57 ]  |
| 毎日映画コンクール                   | 1963年 | 日本映画大賞                 | 『天国と地獄』       | 受賞       | [ 57 ]  |
| 毎日映画コンクール                   | 1963年 | 脚本賞                       | 『天国と地獄』       | 受賞       | [ 57 ]  |
| 毎日映画コンクール                   | 1965年 | 日本映画大賞                 | 『赤ひげ』           | 受賞       | [ 57 ]  |
| 毎日映画コンクール                   | 1980年 | 日本映画大賞                 | 『影武者』           | 受賞       | [ 57 ]  |
| 毎日映画コンクール                   | 1980年 | 監督賞                       | 『影武者』           | 受賞       | [ 57 ]  |
| 毎日映画コンクール                   | 1985年 | 日本映画大賞                 | 『乱』               | 受賞       | [ 57 ]  |
| 毎日映画コンクール                   | 1985年 | 監督賞                       | 『乱』               | 受賞       | [ 57 ]  |
| 毎日映画コンクール                   | 1998年 | 特別賞                       | -                    | 受賞       | [ 242 ] |
| キネマ旬報ベスト・テン               | 1948年 | 日本映画ベスト・テン         | 『醉いどれ天使』     | 1位        | [ 57 ]  |
| キネマ旬報ベスト・テン               | 1952年 | 日本映画ベスト・テン         | 『生きる』           | 1位        | [ 57 ]  |
| キネマ旬報ベスト・テン               | 1965年 | 日本映画ベスト・テン         | 『赤ひげ』           | 1位        | [ 57 ]  |
| キネマ旬報ベスト・テン               | 1965年 | 日本映画監督賞               | 『赤ひげ』           | 受賞       | [ 57 ]  |
| ブルーリボン賞                       | 1950年 | 脚本賞                       | 『羅生門』           | 受賞       | [ 57 ]  |
| ブルーリボン賞                       | 1958年 | 作品賞                       | 『隠し砦の三悪人』   | 受賞       | [ 57 ]  |
| ブルーリボン賞                       | 1965年 | 作品賞                       | 『赤ひげ』           | 受賞       | [ 57 ]  |
| ブルーリボン賞                       | 1980年 | 作品賞                       | 『影武者』           | 受賞       | [ 57 ]  |
| ブルーリボン賞                       | 1985年 | 作品賞                       | 『乱』               | 受賞       | [ 57 ]  |
| ブルーリボン賞                       | 1985年 | 監督賞                       | 『乱』               | 受賞       | [ 57 ]  |
| ブルーリボン賞                       | 1998年 | 特別賞                       | -                    | 受賞       | [ 243 ] |
| ヴェネツィア国際映画祭               | 1951年 | 金獅子賞                     | 『羅生門』           | 受賞       | [ 57 ]  |
| ヴェネツィア国際映画祭               | 1951年 | イタリア批評家賞             | 『羅生門』           | 受賞       | [ 244 ] |
| ヴェネツィア国際映画祭               | 1954年 | 銀獅子賞                     | 『七人の侍』         | 受賞       | [ 57 ]  |
| ヴェネツィア国際映画祭               | 1965年 | 国際カトリック映画事務局賞   | 『赤ひげ』           | 受賞       | [ 57 ]  |
| ヴェネツィア国際映画祭               | 1965年 | サン・ジョルジョ賞           | 『赤ひげ』           | 受賞       | [ 57 ]  |
| ヴェネツィア国際映画祭               | 1982年 | 栄誉金獅子賞                 | -                    | 受賞       | [ 244 ] |
| ナショナル・ボード・オブ・レビュー賞 | 1951年 | 監督賞                       | 『羅生門』           | 受賞       | [ 245 ] |
| ナショナル・ボード・オブ・レビュー賞 | 1951年 | 外国語映画賞                 | 『羅生門』           | 受賞       | [ 245 ] |
| ナショナル・ボード・オブ・レビュー賞 | 1985年 | 監督賞                       | 『乱』               | 受賞       | [ 246 ] |
| ナショナル・ボード・オブ・レビュー賞 | 1985年 | 外国語映画賞                 | 『乱』               | 受賞       | [ 246 ] |
| アカデミー賞                         | 1951年 | 名誉賞                       | 『羅生門』           | 受賞       | [ 247 ] |
| アカデミー賞                         | 1971年 | 外国語映画賞                 | 『どですかでん』     | ノミネート | [ 248 ] |
| アカデミー賞                         | 1975年 | 外国語映画賞                 | 『デルス・ウザーラ』 | 受賞       | [ 85 ]  |
| アカデミー賞                         | 1980年 | 外国語映画賞                 | 『影武者』           | ノミネート | [ 249 ] |
| アカデミー賞                         | 1985年 | 監督賞                       | 『乱』               | ノミネート | [ 250 ] |
| アカデミー賞                         | 1989年 | 名誉賞                       | -                    | 受賞       | [ 250 ] |
| 英国アカデミー賞                     | 1952年 | 総合作品賞                   | 『羅生門』           | ノミネート | [ 251 ] |
| 英国アカデミー賞                     | 1955年 | 総合作品賞                   | 『七人の侍』         | ノミネート | [ 252 ] |
| 英国アカデミー賞                     | 1980年 | 作品賞                       | 『影武者』           | ノミネート | [ 253 ] |
| 英国アカデミー賞                     | 1980年 | 監督賞                       | 『影武者』           | 受賞       | [ 253 ] |
| 英国アカデミー賞                     | 1986年 | 外国語作品賞                 | 『乱』               | 受賞       | [ 253 ] |
| 英国アカデミー賞                     | 1986年 | 脚色賞                       | 『乱』               | ノミネート | [ 253 ] |
| 全米監督協会賞                       | 1952年 | 長編映画監督賞               | 『羅生門』           | ノミネート | [ 254 ] |
| 全米監督協会賞                       | 1986年 | ゴールデン・ジュピリー特別賞 | -                    | 受賞       | [ 254 ] |
| 全米監督協会賞                       | 1992年 | D・W・グリフィス賞           | -                    | 受賞       | [ 254 ] |
| ベルリン国際映画祭                   | 1954年 | ベルリン市政府特別賞         | 『生きる』           | 受賞       | [ 57 ]  |
| ベルリン国際映画祭                   | 1959年 | 監督賞                       | 『隠し砦の三悪人』   | 受賞       | [ 57 ]  |
| ベルリン国際映画祭                   | 1959年 | 国際映画批評家連盟賞         | 『隠し砦の三悪人』   | 受賞       | [ 57 ]  |
| ゴールデングローブ賞                 | 1963年 | 外国語映画賞                 | 『天国と地獄』       | ノミネート | [ 255 ] |
| ゴールデングローブ賞                 | 1965年 | 外国語映画賞                 | 『赤ひげ』           | ノミネート | [ 255 ] |
| ゴールデングローブ賞                 | 1980年 | 外国語映画賞                 | 『影武者』           | ノミネート | [ 255 ] |
| ゴールデングローブ賞                 | 1985年 | 外国語映画賞                 | 『乱』               | ノミネート | [ 255 ] |
| ゴールデングローブ賞                 | 1990年 | 外国語映画賞                 | 『夢』               | ノミネート | [ 255 ] |
| モスクワ国際映画祭                   | 1965年 | 映画労働組合賞               | 『赤ひげ』           | 受賞       | [ 57 ]  |
| モスクワ国際映画祭                   | 1971年 | ソ連映画人同盟賞             | 『どですかでん』     | 受賞       | [ 57 ]  |
| モスクワ国際映画祭                   | 1975年 | 金賞                         | 『デルス・ウザーラ』 | 受賞       | [ 256 ] |
| モスクワ国際映画祭                   | 1975年 | 国際映画批評家連盟賞         | 『デルス・ウザーラ』 | 受賞       | [ 256 ] |
| モスクワ国際映画祭                   | 1979年 | 名誉賞                       | -                    | 受賞       | [ 57 ]  |
| フランス映画批評家協会賞             | 1977年 | 外国語映画賞                 | 『デルス・ウザーラ』 | 受賞       | [ 257 ] |
| ダヴィッド・ディ・ドナテッロ賞       | 1977年 | 外国監督賞                   | 『デルス・ウザーラ』 | 受賞       | [ 258 ] |
| ダヴィッド・ディ・ドナテッロ賞       | 1981年 | 外国監督賞                   | 『影武者』           | 受賞       | [ 258 ] |
| ダヴィッド・ディ・ドナテッロ賞       | 1986年 | 外国監督賞                   | 『乱』               | 受賞       | [ 258 ] |
| ナストロ・ダルジェント賞             | 1977年 | 外国監督賞                   | 『デルス・ウザーラ』 | 受賞       | [ 259 ] |
| ナストロ・ダルジェント賞             | 1981年 | 外国監督賞                   | 『影武者』           | 受賞       | [ 260 ] |
| カンヌ国際映画祭                     | 1980年 | パルム・ドール               | 『影武者』           | 受賞       | [ 85 ]  |
| セザール賞                           | 1981年 | 外国映画賞                   | 『影武者』           | 受賞       | [ 261 ] |
| セザール賞                           | 1986年 | 外国映画賞                   | 『乱』               | ノミネート | [ 262 ] |
| 牧野省三賞                           | 1981年 | -                            | -                    | 受賞       | [ 57 ]  |
| 川喜多賞                             | 1984年 | -                            | -                    | 受賞       | [ 57 ]  |
| 東京国際映画祭                       | 1985年 | 国際映画批評家連盟賞         | 『乱』               | 受賞       | [ 263 ] |
| 東京国際映画祭                       | 1998年 | 特別功労賞                   | -                    | 受賞       | [ 264 ] |
| 全米映画批評家協会賞                 | 1985年 | 作品賞                       | 『乱』               | 受賞       | [ 244 ] |
| 全米映画批評家協会賞                 | 1985年 | 監督賞                       | 『乱』               | 2位        | [ 244 ] |
| ニューヨーク映画批評家協会賞         | 1985年 | 監督賞                       | 『乱』               | 次点       | [ 244 ] |
| ニューヨーク映画批評家協会賞         | 1985年 | 外国語映画賞                 | 『乱』               | 受賞       | [ 244 ] |
| ロサンゼルス映画批評家協会賞         | 1985年 | 監督賞                       | 『乱』               | 次点       | [ 265 ] |
| ロサンゼルス映画批評家協会賞         | 1985年 | 外国語映画賞                 | 『乱』               | 受賞       | [ 265 ] |
| ロサンゼルス映画批評家協会賞         | 1985年 | 生涯功労賞                   | -                    | 受賞       | [ 265 ] |
| ボストン映画批評家協会賞             | 1985年 | 作品賞                       | 『乱』               | 受賞       | [ 266 ] |
| 「映画の日」特別功労大章             | 1985年 | -                            | -                    | 受賞       | [ 267 ] |
| 「映画の日」特別功労大章             | 1998年 | -                            | -                    | 受賞       | [ 267 ] |
| ロンドン映画批評家協会賞             | 1986年 | 監督賞                       | 『乱』               | 受賞       | [ 244 ] |
| ロンドン映画批評家協会賞             | 1986年 | 外国語映画賞                 | 『乱』               | 受賞       | [ 244 ] |
| ボディル賞                           | 1986年 | 非アメリカ映画賞             | 『乱』               | 受賞       | [ 268 ] |
| アマンダ賞                           | 1986年 | 外国語映画賞                 | 『乱』               | 受賞       | [ 244 ] |
| BFIフェローシップ賞                  | 1986年 | -                            | -                    | 受賞       | [ 269 ] |
| サンフランシスコ国際映画祭           | 1986年 | 黒澤明賞                     | -                    | 受賞       | [ 57 ]  |
| 日本アカデミー賞                     | 1990年 | 作品賞                       | 『夢』               | ノミネート | [ 270 ] |
| 日本アカデミー賞                     | 1990年 | 監督賞                       | 『夢』               | ノミネート | [ 270 ] |
| 日本アカデミー賞                     | 1991年 | 作品賞                       | 『八月の狂詩曲』     | ノミネート | [ 271 ] |
| 日本アカデミー賞                     | 1991年 | 監督賞                       | 『八月の狂詩曲』     | ノミネート | [ 271 ] |
| 日本アカデミー賞                     | 1991年 | 脚本賞                       | 『八月の狂詩曲』     | ノミネート | [ 271 ] |
| 日本アカデミー賞                     | 1998年 | 協会栄誉賞                   | -                    | 受賞       | [ 272 ] |
| 日本アカデミー賞                     | 2000年 | 脚本賞                       | 『雨あがる』         | 受賞       | [ 273 ] |
| ゴールデン・アロー賞                 | 1998年 | 特別賞                       | -                    | 受賞       | [ 274 ] |
| 日刊スポーツ映画大賞                 | 1998年 | 特別賞                       | -                    | 受賞       | [ 275 ] |
| エランドール賞                       | 1999年 | 特別賞                       | -                    | 受賞       |         |
| 全米脚本家組合賞                     | 2013年 | ジャン・ルノワール賞         | -                    | 受賞       | [ 276 ] |

### その他の賞
- 1965年：朝日文化賞[57]
- 1965年：マグサイサイ賞 ジャーナリズム文学部門[57]
- 1982年：国際交流基金賞[277]
- 1985年：日本文化デザイン賞 国際文化デザイン大賞[278]
- 1990年：ジャパン・ソサエティー賞[279]
- 1990年：福岡アジア文化賞 創設特別賞[280]
- 1991年：アジア系アメリカ人芸術家協会 生涯功労賞[57]
- 1992年：高松宮殿下記念世界文化賞 演劇・映像部門[281]
- 1994年：京都賞 精神科学・表現芸術部門[282]
- 1998年：国民栄誉賞（没後追贈）

### 栄典・称号
- 1971年：ユーゴスラビア国旗勲章[57]
- 1976年：文化功労者
- 1981年：イタリア共和国功労勲章 グランデ・ウッフィチャーレ（3等級）[283]
- 1981年：ロサンゼルス市名誉市民[10]
- 1984年：レジオン・ドヌール勲章 オフィシエ（4等級）[18]
- 1985年：フランス芸術文化勲章 コマンドゥール（1等級）[284]
- 1985年：文化勲章
- 1986年：イタリア共和国功労勲章 カヴァリエーレ・ディ・グラン・クローチェ（2等級）[285]
- 1991年：ソ連民族友好勲章（ロシア語版）[286]
- 1996年：東京都名誉都民[287]
- 1998年：従三位（没後追贈）

## ドキュメンタリー作品
- 『AK ドキュメント黒澤明（フランス語版）』（1985年、クリス・マルケル） - 『乱』の撮影現場を記録した作品[288]
- 『Kurosawa: The Last Emperor』（1999年、アレックス・コックス）[189]
- 『黒澤明からのメッセージ 美しい映画を』（2000年、黒澤久雄）[289]
- 『Kurosawa』（2001年、アダム・ロウ）[290]
- 『Akira Kurosawa: The Epic and the Intimate』（2010年）[290]
- 『黒澤 その道（英語版）』（2011年、カトリーヌ・カドゥ） - 黒澤に影響を受けた11人の監督にインタビューした作品[291]
- 『Life work of Akira Kurosawa黒澤明のライフワーク』（2022年、河村光彦） ｰ 『乱』の撮影現場を1年間記録した作品（映倫「次世代への映画推薦委員会」推薦）

## 書籍
著書・対談集
- 『黒沢明映画大系』全6巻、キネマ旬報社、1970-1971年。
- 『悪魔のように細心に! 天使のように大胆に!』東宝、1975年1月。
- 『蝦蟇の油 自伝のようなもの』岩波書店、1984年6月。ISBN 9784000003049。岩波同時代ライブラリー 1990年、岩波現代文庫 2001年・復刊2010年
- 『全集 黒澤明』全7巻、岩波書店、1987-1988年。復刊1993年、最終巻2002年
- 聞き手原田眞人『黒澤明語る』福武書店、1991年8月。ISBN 9784828814100。福武文庫 1995年
- 宮崎駿と対談『何が映画か 「七人の侍」と「まあだだよ」をめぐって』スタジオジブリ、1993年8月。ISBN 9784195552728。
- 『黒澤明 「夢は天才である」』文藝春秋、1999年8月。ISBN 9784163555706。

画集、創作ノート
- 『影武者』講談社、1979年11月。
- 『乱』集英社、1984年10月。ISBN 9784087800715。
- 『夢』岩波書店、1990年4月。ISBN 9784000023375。
- 『黒澤明作品画集』TOKYO FM出版、1992年9月。ISBN 9784924880030。
- 『まあだだよ』徳間書店、1993年3月。ISBN 9784194051185。
- 『黒澤明全画集』黒澤プロダクション監修、小学館、1999年10月。ISBN 9784096996119
- 『海は見ていた 巨匠が遺した絵コンテ・シナリオ・創作ノート』新潮社、2002年4月。ISBN 9784104533015。
- 『黒澤明 絵画に見るクロサワの心』角川文庫、2010年8月。ISBN 9784043943456。
- 『「七人の侍」創作ノート』野上照代解説、文藝春秋、2010年8月。ISBN 9784163729800。